# レッドアローズ
王立空軍アクロバットチーム（英語: Royal Air Force Aerobatic Team）は、ワディントン空軍基地を拠点として活動するイギリス空軍のアクロバット飛行チームである。一般的にはレッド・アローズ（英語: Red Arrows）の愛称で知られる。かつては空軍の各司令部にスポンサードされた多くの非公式なチームが存在したが、それらに代わり1964年末に空軍の統一チームとして結成された。
レッド・アローズはイギリスの大衆文化において重要な位置を占めており、その展示飛行は夏場の行事には欠かせないものとなっている。チームのエンブレムには、トレードマークである9機のダイヤモンド陣形（ダイヤモンド・ナイン）と、フランス語で「輝き」や「優秀さ」を意味する「Éclat」が描かれている。当初はイエロー・ジャックスから受け継いだ7機のフォーランド ナットで運用されていた。1966年には9機体制となり、ダイヤモンド・ナインが開発された。1979年後半には、機体がBAe ホークに更新された。これまでに、世界の57か国でおよそ5,000回の展示飛行を披露している。

## 歴史

### 前身
レッド・アローズはイギリス空軍で初のアクロバット飛行チームではない。1920年にヘンドン飛行場で展示飛行が開催され、最前線の複葉機の中隊が参加した。

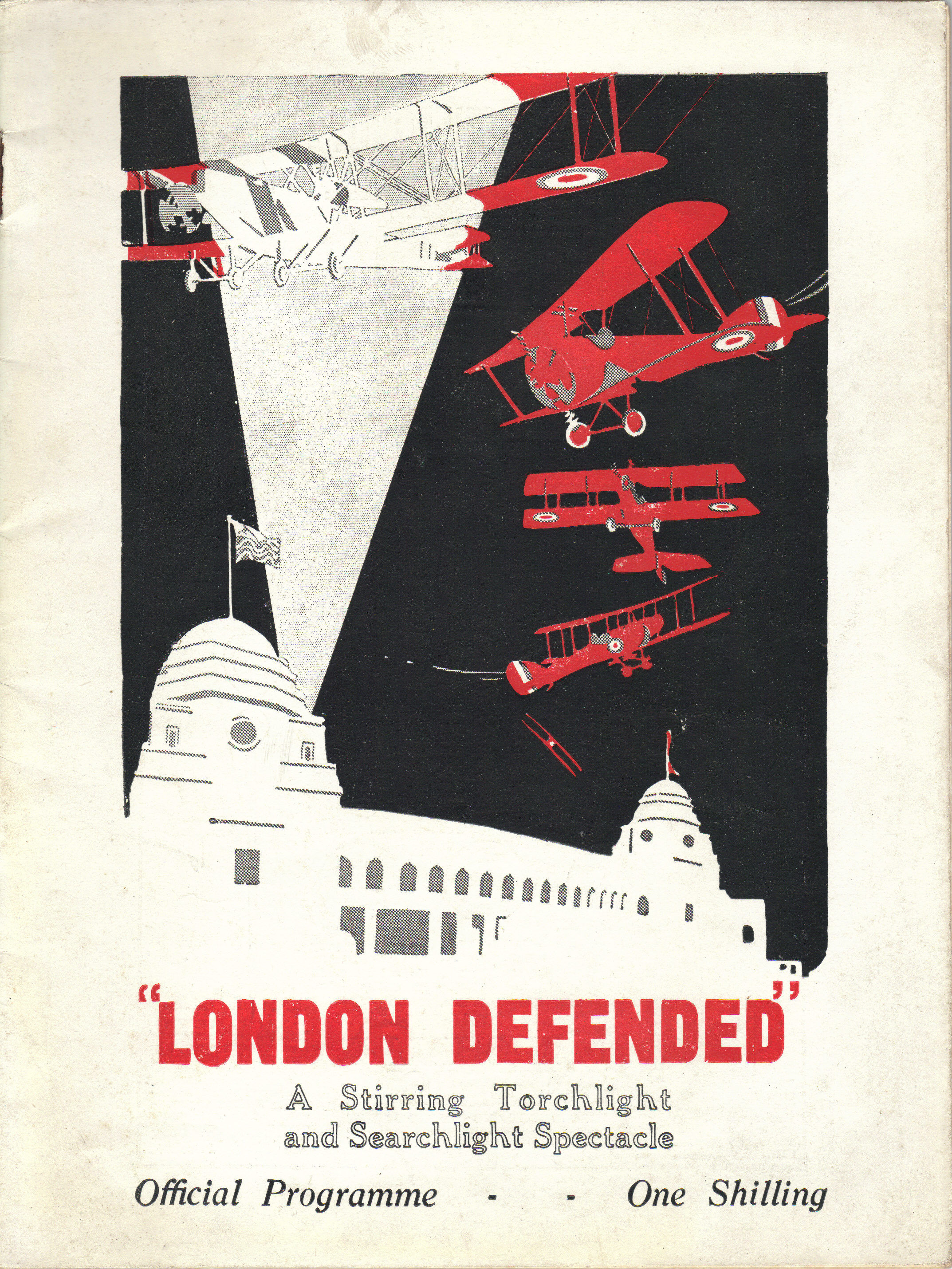
「ロンドンは守られた」の公式プログラム（1925年）

1925年、第32飛行中隊は大英帝国博覧会において「ロンドンは守られた（London Defended）」と題した展示飛行を週に6夜披露した。機体に黒い塗装を施した前年と同じく、ウェンブリーの夜空を主翼、尾翼、胴体に白いライトを装備し、赤く塗られたソッピース スナイプが飛行した。スタジアムの観衆に空包を撃ち、弾片を模したパイロテクニクスが投下された。このときのパイロットのひとりであったC・W・A・スコット中尉は、後にイングランド - オーストラリア間の単独飛行記録を3つ更新し、1934年にはトム・キャンベル・ブラックとともにマックロバートソン・エアレースで優勝したことでその名を馳せた。
1947年、3機のデ・ハヴィランド ヴァンパイアで構成された初のジェット機チームがオディハム空軍基地から飛来した。様々なチームがヴァンパイアで飛行し、1950年には第72飛行中隊が7機を運用していた。第54飛行中隊はスモークを用いた編隊飛行を行った初のチームとなった。ヴァンパイアはやがてグロスター ミーティアに更新され、第66飛行中隊は6機のチームを編成した。
1955年にはホーカー ハンターが初めてアクロバット飛行に使用され、第54飛行中隊が4機を編成していた。
1956年、第111飛行中隊がイギリス空軍の公式チームとなり、初めてオールブラックの塗装が施され、後にブラック・アローズと称されるようになった。ブラック・アローズは、5機のハンターで編隊飛行を行った初のチームとなった。1958年には22機のハンターでループとバレルロールを行い、編隊飛行でループを行った機体数の世界記録となった。ブラック・アローズは1961年まで1番手のチームであったが、第92飛行中隊（ブルー・ダイヤモンズ）が16機のハンターを運用し、その役割を継いだ。
1960年、第74飛行中隊（タイガース）は超音速機のイングリッシュ・エレクトリック ライトニングを再取得し、9機編成で展示飛行を行った。ブルー・ダイヤモンズと連携した展示を披露することもあった。また同年には、第56飛行中隊が赤と銀で塗装された9機のライトニングで展示飛行を行い、ファイアー・バーズと称された。
1964年、6機のBAC ジェット・プロヴォストを運用するレッド・ペリカンズは、イギリス空軍を代表する展示飛行チームの役割を担った。同年、第4飛行訓練学校所属の5機のフォーランド ナット練習機のチームがファーンボロー国際航空ショウに参加。このチームはリー・ジョーンズ中尉のコールサインに因んで「イエロー・ジャックス」と呼ばれた。パイロットが作戦訓練よりも展示飛行の練習に多くの時間を費やしているという懸念から、すべての展示飛行チームが統合されたのもこの年である。
こうして生まれた新たなチームの名称は、前述の「レッド・ペリカンズ」と「ブラック・アローズ」から受け継いだものである。

### 創設
レッド・アローズとしての歴史は、グロスタシャーの中央飛行学校（現在のリトル・リシントン空軍基地）から始まった。ブリティッシュ・エアクラフト・コーポレーション（BAC）が超音速旅客機コンコルドの試験飛行地としてフェアフォード空軍基地を選定したため、1966年にレッド・アローズはケンブル空軍基地（現在のコッツウォルド空港）へと移った。1983年にスカンプトン空軍基地が中央飛行学校の司令部となると、レッド・アローズはそこへ移動した。経済政策の一環で1995年にスカンプトン空軍基地は閉鎖され、レッド・アローズは20マイルほど離れたクランウェル空軍基地に移ったが、依然としてスカンプトン上空の空域を使用していたため、非常施設と滑走路は維持する必要があった。2000年12月21日以降は、再びリンカン近郊のスカンプトン空軍基地を拠点としている。2022年10月13日、ワディントン空軍基地に拠点を移した。

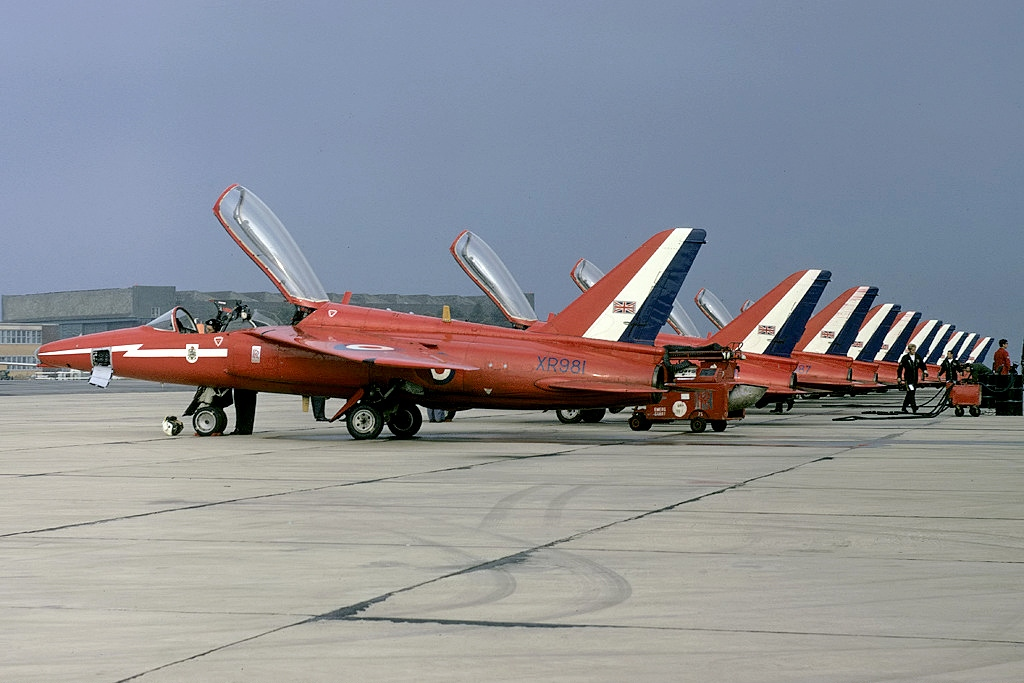
ケンブル空軍基地のフライトラインで待機するナットT.1（1973年）

リー・ジョーンズ少佐が率いた最初のチームは7名のパイロットを擁し、フォーランド ナットT.1練習機に搭乗した。イギリスでの最初の展示飛行は、1965年5月6日、リトル・リシントンで行われた報道関係者向けのものであった。3日後、フランスのクレルモン＝フェランで開催された展示で、あるフランスの記者はチームを「Les Fleches Rouges」（赤い矢）と表現していたことからも、チーム名が確認できる。最初のシーズンを終えるまでに、イギリス、フランス、イタリア、オランダ、ドイツ、ベルギーで65回の展示飛行を行い、その航空界への貢献が評価され、ロイヤル・エアロクラブからトロフィーが贈られた。
1968年、当時チームを率いていたレイ・ハンナ少佐は、チームの能力と編隊パターンを強化するため、7機から9機に拡張した。この年に「ダイヤモンド・ナイン」の陣形が開発され、以降、レッド・アローズの象徴となっている。ハンナは1968年まで3シーズン連続でチームのリーダーを務め、1969シーズンにはティモシー・ネルソン少佐の後任として呼び戻され、4シーズン連続となった。これは今なお最長就任記録である。これらのエアマンシップにおける多大な功績によって、ハンナは既に授与されていたイギリス空軍十字章にバーが与えられた。
フォーランド ナットで1,292回の飛行を行った後、1979年、機体をBAe ホークに更新した。

### その後
2004年7月、防衛費の見直しにあたり、500万 - 600万ポンドの運用コストがかかるレッド・アローズは解散させられるのではないかという憶測がイギリスのマスメディアで広まった。しかし解散に至ることはなく、その経費は防衛産業の発展や空軍の広報活動促進などの効果によって正当化されてきた。BBCは、世界中で多くの人気を集めているチームの解散はあり得ないと報じている。2013年2月20日、デイヴィッド・キャメロン首相はインドのアクロバットチーム「スーリヤ・キラン」へのホークの売却の可能性について協議するためインドを訪れた際、1年につき900万ポンドと見積もられる費用を保証した。
スカンプトン空軍基地の閉鎖が検討されたことで、レッド・アローズの拠点は不透明なものとなった。2008年5月20日、国防省がレッド・アローズを近隣にあるワディントン空軍基地に移転させることが判明し、数か月間続いた憶測は収束した。しかし、2011年12月にこの計画は再検討されることとなった。2012年6月、国防省は少なくとも向こう10年間はレッド・アローズがスカンプトン空軍基地に留まる方針を固め、基地の滑走路は再鋪装が施された。
2018年7月、イギリス空軍は第617飛行中隊（ダムバスターズ）も戦時中に使用したスカンプトン空軍基地を2022年までに閉鎖すると発表した。2019年3月、国防省はリーミング空軍基地、ウィッタリング空軍基地とともに、ワディントン空軍基地が将来の本拠地として検討されていることを示した。2020年5月、3つの候補からワディントンが選定され、2022年10月13日に移転が完了した。
2023年5月6日、チャールズ3世の戴冠式がロンドンで行われ、この祝賀飛行にはイギリス陸海空軍の現用機のほとんど、14波60機以上の参加が計画されていたが、雨天のため回転翼機とレッド・アローズのみに縮小された。チームはビッグ・アロー陣形でザ・マル上空に侵入し、赤白青の3色のスモークで軌跡を描いてバッキンガム宮殿上空を飛行した。

### 不祥事の調査
2021年12月、マイケル・ウィグストン参謀総長はレッド・アローズに内部調査を命じ、後にタイムズ紙はいじめ、女性蔑視、セクシャルハラスメント、飲酒問題などの疑惑についてのものであったと報じた。最大で40名の新入隊員（その多くは女性）は、そのような風習を「有毒である」と述べた。調査が続いている間、数名のパイロットがチームを去った。2022年11月に行われた調査報告は、このチームの少なくとも2名のパイロットが除隊を正当化するのに足るだけの事例が存在したとするものであった。2022年11月、調査のため指揮官が停職処分となったことが発表された。除隊した元女性隊員が、新たにチームに加わった女性たちは「生肉」のように見られ、WhatsAppに迷惑なメッセージが殺到すると訴えたことで、チームの全員が「容認できない行動」と「行動する傍観者」についてのトレーニングの受講を義務づけられた。

## パイロット
1966年以降、チームは毎年9名のパイロットで構成され、全員が志願者である。パイロットはトーネイド、ハリアー、タイフーンなどの高速ジェット機で1回以上の作戦を完了し、少なくとも1,500時間の飛行時間を積み重ね、作戦任務において平均以上と評価されているものでなければならない。それでも、チームの各ポジションに10名以上が志願してくる。パイロットはレッド・アローズに3年間在籍し、展示飛行の任務に就く。毎年3名ずつ入れ替わり、1年目のパイロットが3名、2年目が3名、最終年が3名で構成されるのが通常で、チームリーダーも3年間をともに過ごす。リーダーは他のメンバーから「ボス」と呼ばれ、レッド・アローズで3年間の任務を終えたパイロットである。
各展示飛行の後半には、レッド・アローズは2つのセクションに分かれ、1番機（レッド1）から5番機（レッド5）は「イーニッド（Enid）」（イーニッド・ブライトンに因む）、6番機（レッド6）から9番機（レッド9）は「ジポー（Gypo）」（1960年代のパイロットのニックネーム）と呼ばれる。イーニッドは至近距離での編隊飛行を続け、ジポーはよりダイナミックなマニューバを展開する。6番機と7番機がシンクロペアを構成し、後半に一連のオポジション・パスを行う。各シーズンの終わりには、新入隊員のひとりが7番機に搭乗し、7番機のパイロットであった隊員は6番機へと昇格していく。

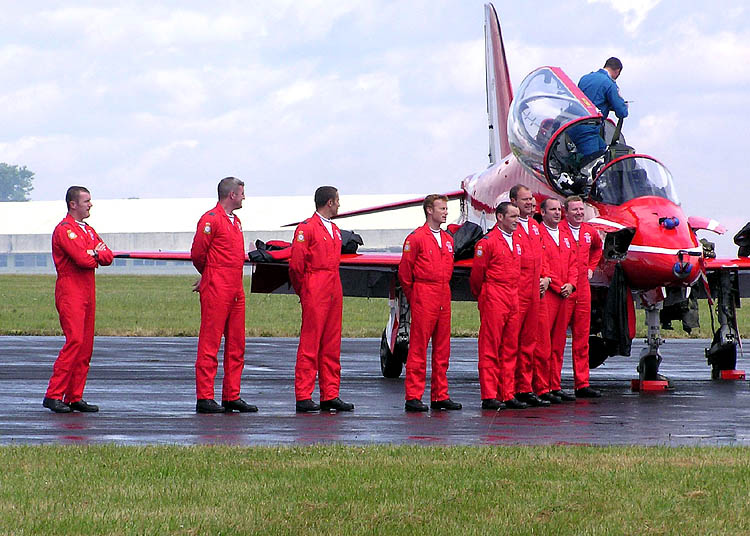
展示飛行を終え、公式写真撮影のため整列するパイロット（2004年）

求められる水準で飛行するだけの十分な機会を得られず、編隊のそれぞれのポジションの複雑さを学ぶことも難しいため、レッド・アローズには予備パイロットが存在しない。パイロットのひとりが飛行できない場合は、8機で編隊飛行を行う。ただし、レッド1が飛行できない場合、チームは一切の展示飛行を行わない。パイロットは10月から4月にかけての半年間、展示シーズンに向けての訓練に励む。訓練中は緑のフライトスーツを着用し、冬季の訓練の最後にパブリック・ディスプレイ・オーソリティ（一般観衆の前での展示飛行が認められること）を与えられた場合のみ、赤いフライトスーツを身につけることが許される。
新たにチームに加わったパイロットは、最初のシーズンをチームリーダーに近い編隊の前方で飛行する。経験値と熟練度が高まるにつれ、2年目、3年目のシーズンはより後方にポジションを移す。編隊の左側に配置されたパイロットは、3年間の任期中を通じて左側に留まり、右側も同様である。例外は6番機と7番機のシンクロペアで、編隊の「幹」（チームリーダーの2つ後ろのポジション）に位置する。
アクロバット飛行では、パイロットは重力の5倍の力（1G）を経験し、ヴィクセン・ブレイク（Vixen Break）マニューバを行う際には、飛行機の構造的限界である7Gから8Gにまで達することがある。
9名のパイロットだけでなく、チームの監督者は、メンバーが基地を離れている際は10番機としてホークを操縦する。つまり、チームは予備機を用意している。監督者の任務は、すべての訓練と展示飛行の調整、チームの地上における安全管理責任者などである。10番機はレッド・アローズの空中撮影のためのカメラマンを搭乗させることも多く、展示飛行の解説も務める。
2009年5月13日、レッド・アローズに初めて女性パイロットが加わることが発表され、カースティ・ムーア中尉は2010シーズンにチームの一員となった。ムーア中尉はレッド・アローズに志願した初の女性隊員ではなかったが、厳しい最終選考まで進んだのは彼女が初であった。1998年に空軍に入隊し、ヴァリー空軍基地でホークの飛行教官の資格を取得。レッド・アローズ加入以前は、マーハム空軍基地でトーネイドに搭乗していた。

## ブルーズ
レッド・アローズを支えているエンジニアリング・チームは「ブルーズ（The Blues）」と称され、空軍の様々な技術スタッフやサポートスタッフから集められた85名で構成されている。毎シーズン、ブルーズのメンバーから9名が「サーカス（Circus）」に選抜される。サーカス1（レッド1に同行するエンジニア）のポジションは、ジュニア・エンジニアリング・オフィサーが務めるのが一般的である。同様に、レッド6および7には軍曹階級のエンジニアが同行し、その他は伍長以下の者が担当する。サーカスの各メンバーは、シーズンを通じて担当するパイロットとともに働き、展示の前には機体を整備し、備品を準備する責務を負っている。補給のための乗り継ぎ飛行の際には、サーカスのメンバーはジェット機の後部座席に搭乗する。

## 展示飛行
レッド・アローズとしての最初の展示飛行は、1965年5月6日にリトル・リシントン空軍基地で行われ、イギリス空軍のアクロバット飛行チームをマスメディアに紹介するためのものであった。一般に公開された展示飛行では、1965年5月9日にフランスで開催された国際展示イヴェントが初であった。イギリスでの初の一般公開は、1965年5月15日、ビギンヒル国際航空祭での展示飛行であった。9機編成になっての初の展示飛行は、1966年7月8日、リトル・リシントン空軍基地で行われた。
1965年8月6日、ドイツでの初の展示飛行がラールブルッフ空軍基地で行われた。1988年にラムシュタイン航空ショウ墜落事故により編隊飛行が禁止されるまで、レッド・アローズはドイツでさらに170回飛行した。

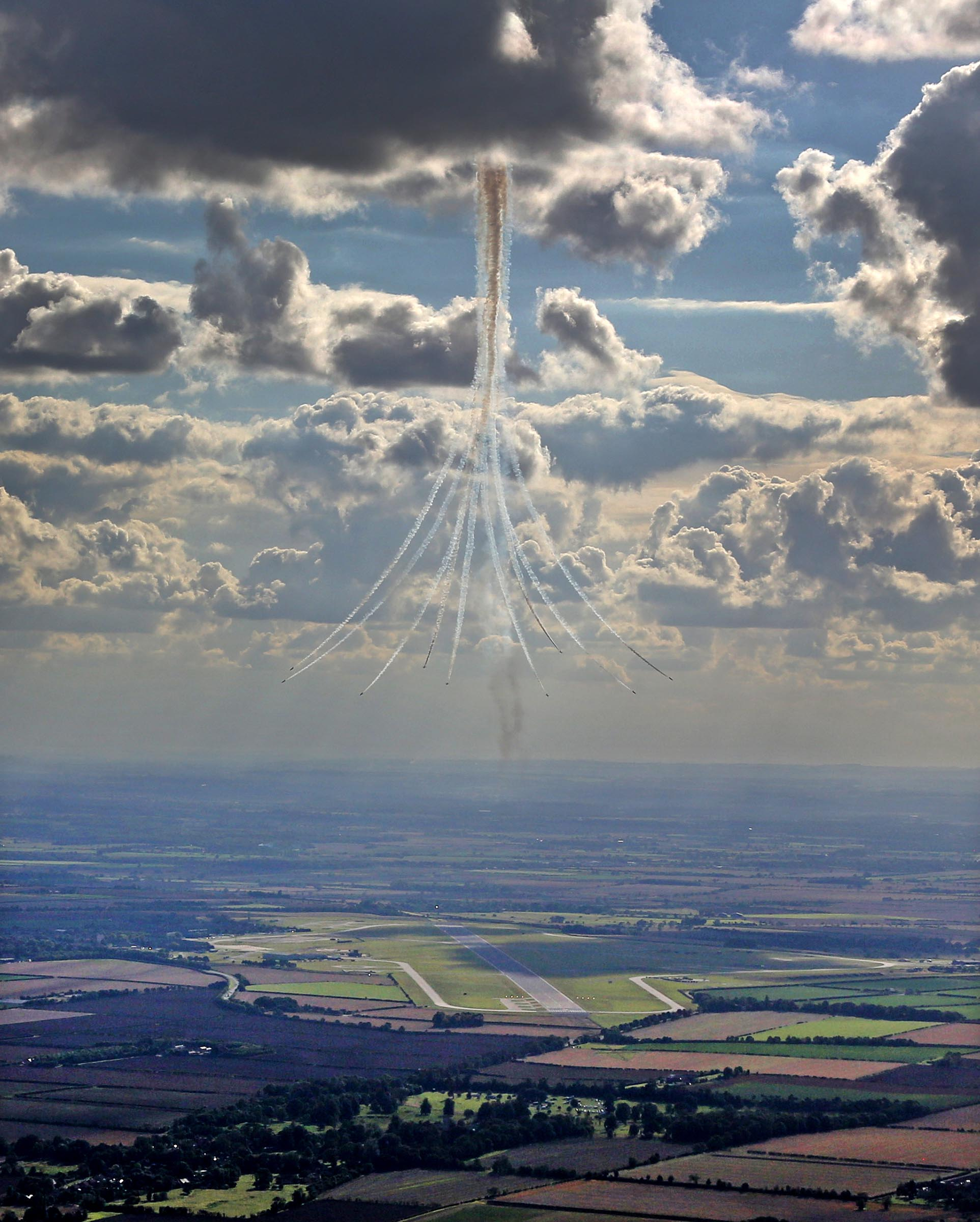
スカンプトン空軍基地上空で披露された「スパゲッティ・ブレイク」マニューバ（2015年）

展示飛行中、機体は後方から観衆の上を通過して展示エリアに入るときを除いて、観衆の真上を飛行することはない。観衆の前方でマニューバを行う際、高度は300フィート（約91メートル）、シンクロペアでは100フィート（約30メートル）、反転飛行の場合は150フィート（約46メートル）まで下げることができる。完全なループ飛行（宙返り）を行うには、ループ中にチームが雲の中に入ってしまうことを防ぐため、雲底が5,500フィート（約1,700メートル）以上でなければならない。雲底がそれよりも低く、かつ2,500フィート（約760メートル）以上である場合は、ループの代わりにウイング・オーバーとローリングを行う。雲底が2,500フィートよりも低い場合は、フライパスや急旋回など水平方向のマニューバを披露する。
年間最多飛行記録となったのは1995年で、レッド・アローズは136回の展示飛行を行った。一方、最も少なかったのは1975年で、1937年のオイルショックにより展示飛行が制限されていた。2008年に行われたチャリティーオークションでは、150万ポンドで権利を落札した女性がレッド・アローズとともに飛んだ。
2009年シーズンの終わりまでに、53か国で計4,269回の展示飛行を行った。4,000回目の展示飛行は、2006年9月にルーハース空軍基地で開催されたバトル・オブ・ブリテン航空ショウでのものであった。
2011年の事故を受けて、8番機は維持し、10番機を5番機のポジションに移すことで、9機編成での展示飛行を継続させた。2012年3月、国防省はカースティ・ステュワート中尉が地上任務に異動したため、この年のシーズンは7機編成で展示飛行を行うと発表した。これは、前年にチームの同僚2名を亡くしたことによる精神的ストレスが原因だと考えられている。編隊の対称性を維持するためには機体数は奇数である必要があり、8番機も編成から外れることとなった。しかし、チームは8番機に加えて当時のレッド10を現場復帰させ、再び9機体制で運用した。2013年には正式に9機体制に戻った。

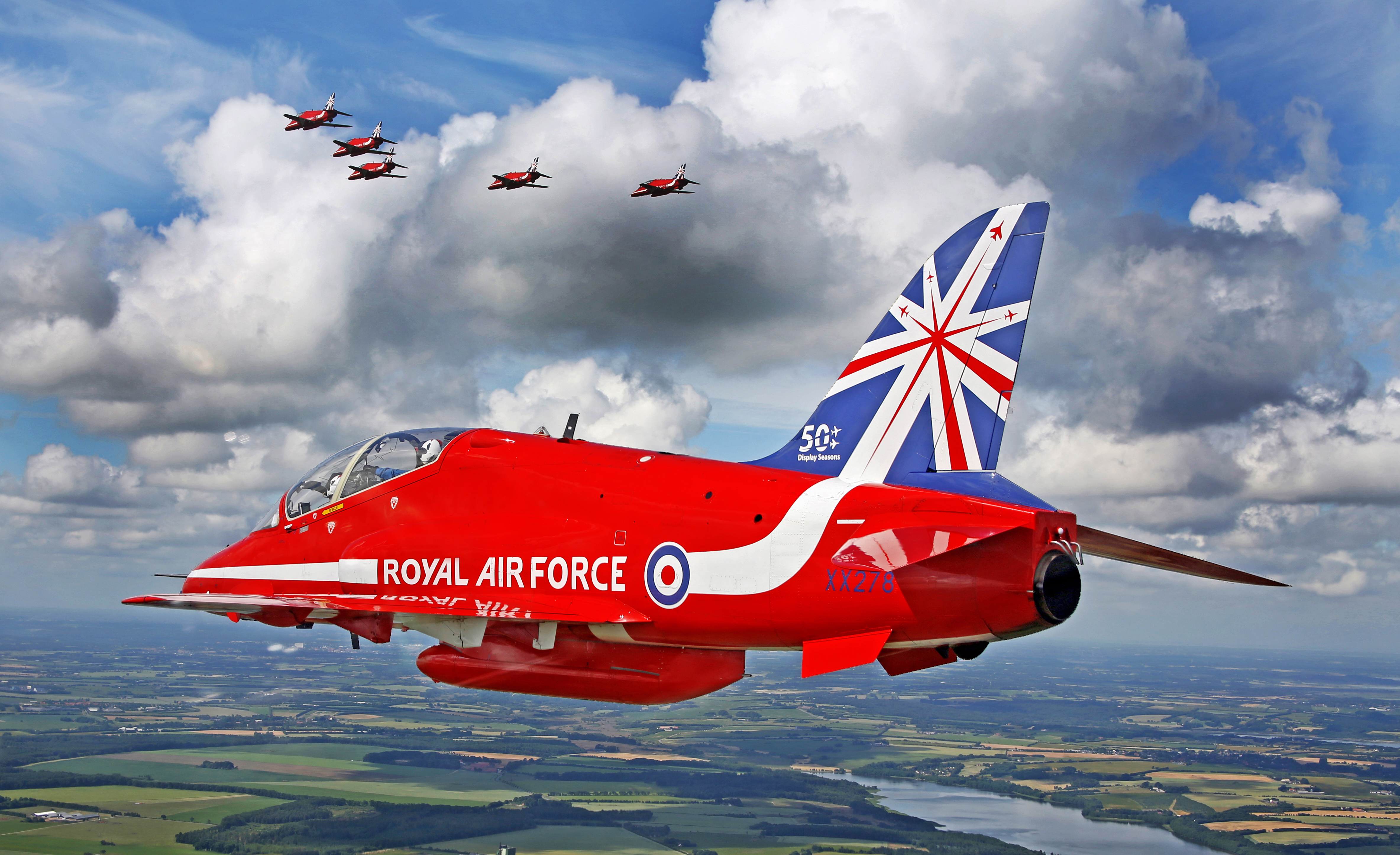
尾翼に50周年の特別マーキングが施された6番機

2014年、レッド・アローズはアクロバット飛行50周年を迎え、王立国際航空祭（RIAT）で展示を行うためフェアフォード空軍基地に戻ってきた。この年の展示シーズン中は、尾翼に赤、白、青のストライプだけでなく、50周年を祝う特別なマーキングが施されていた。
2016年の展示シーズンを終えた後、アジア太平洋および中東ツアーに乗り出した。パキスタンのカラチ、インドのガーズィヤーバードおよびハイデラバード、バングラデシュのダッカ、シンガポール、マレーシアのクアラルンプール、ヴィエトナムのダナン、中国の北京、上海、武漢、広州、香港、珠海、オマーンのマスカット、バーレーンのマナーマ、アブダビ、クウェートで展示飛行を行った。このプログラムにおいて、中国で初めて展示飛行を行い、ヴィエトナムにイギリスの軍用機が展開されたのも初であった。
2019年夏、RIATでの展示飛行の後、チームは7月末に大西洋を横断して飛び立ち、北米ツアー「ウェスタン・ホーク 19」に参加。アメリカやカナダの航空ショウで飛行するだけでなく、現地の学校訪問や経済界のリーダーとの会合を通じてイギリス空軍の広報を担った。このツアーはレッド・アローズにとって最大規模のもので、25を超える都市を周り、21回の展示飛行と30回のフライパストを行った。
2022年6月2日、エリザベス2世のプラチナ・ジュビリーの一環として行われたトゥルーピング・ザ・カラーは、女王とロイヤル・ファミリーがバルコニーから見守るバッキンガム宮殿上空でのフライパストで幕を閉じた。

### 観覧料金
1977年、国防省はレッド・アローズの展示飛行の観覧に200ポンドの料金を課すようになった。2000年までに、料金は2,000ポンド（税金や保険料を含む）に増額された。2011年には、レッド・アローズの責任者は9,000ポンドが相当と見積もっている。

### 乗り継ぎ飛行
乗り継ぎ飛行（基地と展示会場間の移動など）では、チームは1,000フィート（約300メートル）の比較的低い高度で飛ぶことがある。これによって、編隊を組んで雲底を飛行する煩わしさや、多くの管制空域を回避することができる。ジェット機は高い高度を飛ぶ方が効率がよいため、通常は35,000 - 42,000フィート（約11,000 - 13,000メートル）を飛行する。目的地によっては、予備の10番機もチームに同行することがある。また、C-130（ハーキュリーズ）やA400M（アトラス）などが予備の備品を積んで随行することもある。
ホークは空中給油を受けることができないため、展示飛行が展示飛行会場までの距離が遠い場合、給油のため途中で着陸する必要がある。例として、展示コンペティションのためスカンプトンからケベック州まで向かった際は、スカンプトン空軍基地→キンロス空軍基地（スコットランド）→ケプラヴィーク（アイスランド）→カンゲルルススアーク（グリーンランド）→ナルサルスアーク（グリーンランド）→グース・ベイ空軍基地（ニューファンドランド・ラブラドール州）→ヴバゴヴィール空軍基地（ケベック）と、6度の乗り継ぎを要した。
これと同じ理由で、レッド・アローズがニュージーランドで展示飛行を行うことはあり得ない。給油のために着陸し、搭載可能な最大限の燃料でニュージーランドまで乗り継げる場所が近くにないためである。

### スモーク

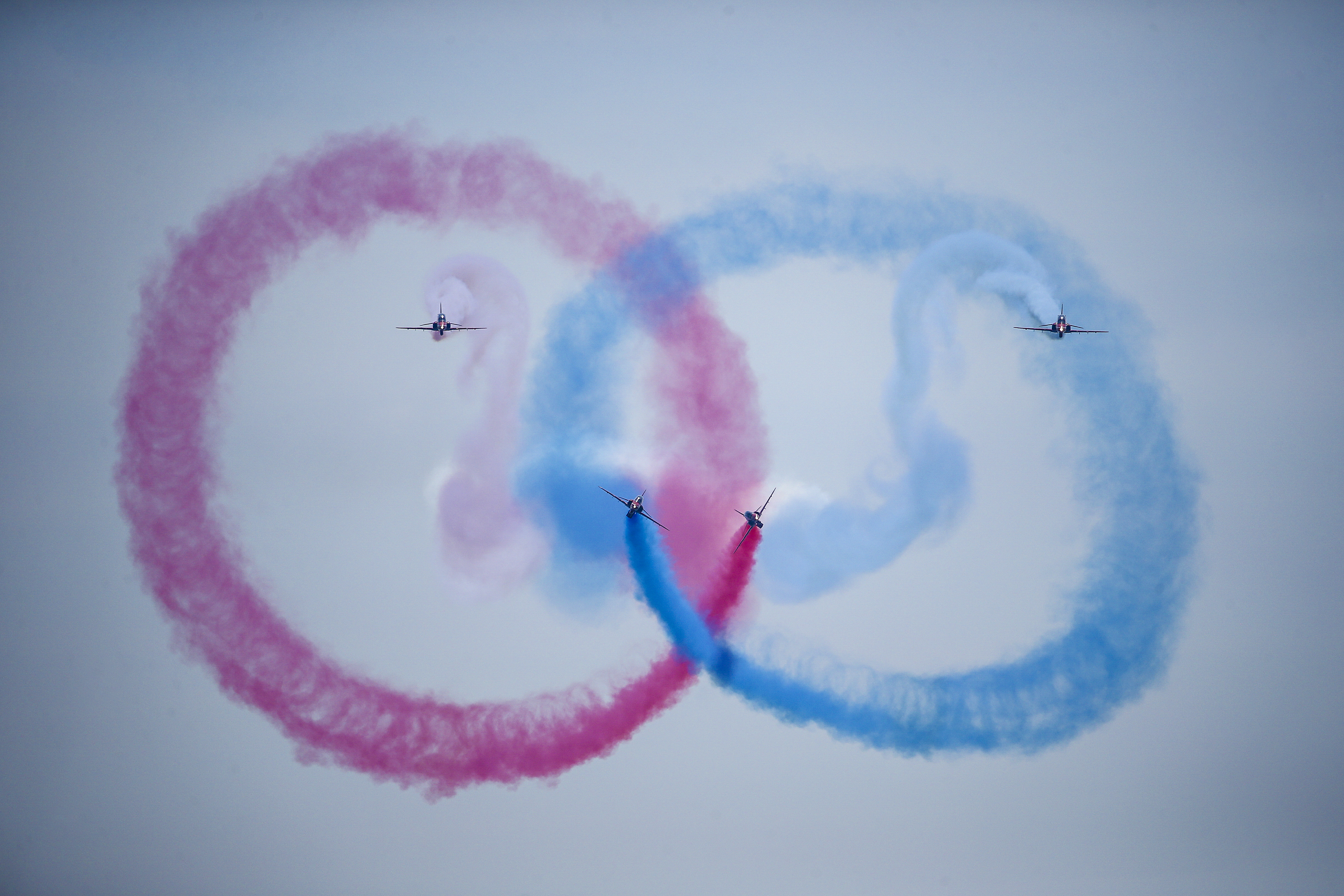
3色のカラースモークを用いて飛行訓練を行うレッド・アローズ（タナグラ空軍基地上空、2016年）

チームが残したスモークの跡は、排気ガス中にディーゼルを放出することで作られる。高温の排気流の中で気化し、非常に細かい水滴に再凝縮することで白いスモークとして描かれる。赤と青のスモークを出すために染料を加えることもできる。ディーゼルは機体下面にあるポッドに収められる。ポッドには純ディーゼルの50英ガロンのタンクが1基、赤と青の染料を加えた10英ガロンのタンクがそれぞれ1基、計3基のタンクがあり、7分間（白5分、赤1分、青1分）スモークを噴射することができる。
2021年、国防省はレッド・アローズの機体に使用する環境への影響を考慮した、新たなスモークシステムの開発への協力を民間セクターに要請した。これは、2040年までにカーボン・ニュートラルを目指す空軍の取り組みの一環である。

## 事故

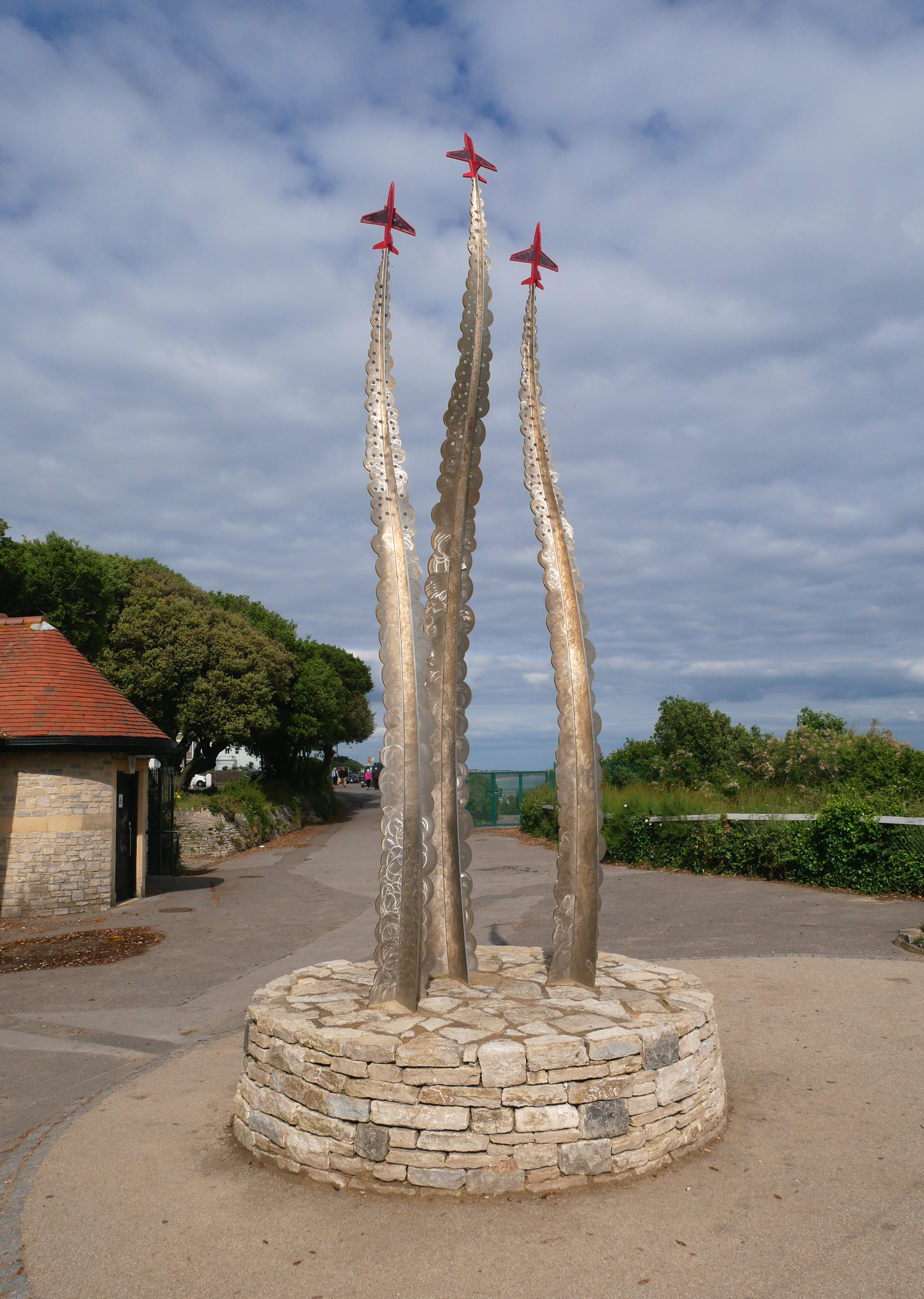
ボーンマスに設置されたジョン・エッギング中尉の追悼碑

1969年3月26日
ケンブル空軍基地での訓練中、編隊に加わろうとしたナットXR573が樹に衝突した。
1969年12月16日
2機のナットが墜落。XR995はケンブル空軍基地で炎上し、XR992はクラドウェル付近の野原に墜落した。
1971年1月20日
ケンブル空軍基地の滑走路上空でクロスオーバー・マニューバを行った際に、ナットXR986とXR545が衝突し、4名が死亡した。
1971年12月13日
ナットXR567がアッパー・ヘイフォード空軍基地へのアプローチ中に墜落。2名の中尉が脱出できずに死亡した。
1976年2月16日
ナットXP531がケーブルに接触し、ケンブル空軍基地に緊急着陸。乗員2名は無事に脱出した。
1976年6月24日
1番機がケンブル空軍基地に着陸する際、減速がうまくいかずオーバーランエリアに突っ込み、降着装置が崩壊。搭乗していたリチャード・ダケット中尉に怪我はなかった。
1978年3月3日
4番機のXR981がロールバック・マニューバの練習中に地面に激突。スティーヴン・エドワード・ノーブル中尉とデニス・ジョージ・ヘイゼル中佐が死亡した。
1979年5月22日
ナットXP539は燃料が詰まってエンジントラブルを起こし、ヨークシャーのリーミング空軍基地に放棄された。
1980年5月17日
ブライトンで行われた航空ショウで、ホークXX262がヨットのマストに接触。パイロットのスティーヴ・ジョンソン少佐は無事に脱出した。
1984年3月21日
キプロスのアクロティリ空軍基地で、ループの練習中にホークが地面に激突。搭乗していたクリス・ハースト中尉は射出座席で脱出したが、重傷を負った。
1984年8月31日
ホークXX257がエンジンのコンプレッサが損傷した後、シドマス沖3マイルほどの海上に墜落。搭乗していたP・D・リース中尉はシドマスの沿岸救助艇によって救助された。
1986年11月3日
ダン・フィンドレイ中尉が搭乗したホークXX297は、スカンプトン空軍基地での飛行訓練中に先導機の後方乱気流に飲み込まれ、ホークのエンジンを再点火することができなかった。緊急着陸を試みたがうまくいかず、中尉はベイルアウトして無事であった。
1987年11月16日
ホークXX241とXX259が飛行訓練中に衝突し、1機がリンカンシャーのウェルトンにある民家に墜落。スパイク・ニューベリィ中尉の機体がティム・ミラー少佐の機体に後方から激突し尾翼を脱落させたが、両者とも脱出に成功。この事故でニューベリィ中尉は足を骨折し、ミラー少佐は背中を負傷したが、住人を含めて死者は出なかった。
1988年1月22日
スカンプトン空軍基地での飛行訓練中に、ホークXX243がロールバック・マニューバ中に墜落。搭乗していたダンカン・マクラクラン中尉が死亡した。
1988年6月24日
離陸を試みたホークXX304が墜落し、燃料タンクが爆発。搭乗していたピート・J・コリンズ少佐は無事に脱出した。
1998年10月17日
R・エドワーズ中尉は当時チームの拠点であったクランウェル空軍基地で飛行訓練を行った後、滑走路の手前で着陸したが、無事に脱出した。
2003年9月9日
航空ショウのためジャージー空港に飛来したホークが滑走路をオーバーラン。ジェズ・グリッグス中尉が搭乗する機体は詰まれた砂利に突っ込んだが、大きな損傷には至らなかった。
2007年1月12日
スカンプトン空軍基地付近での飛行訓練中に、ホークの翼端が別の機体の尾翼と接触した。
2010年3月23日
シンクロペアの練習中にホーク2機が空中で衝突。7番機のデイヴィッド・モンテネグロ中尉は無事に着陸したが、6番機のマイク・リン中尉は脱出時に肩を脱臼した。この事案はシーズン前のクレタ島での訓練中に発生。リン中尉は負傷のため展示シーズンに参加できず、2008年のレッド6であったポール・オグレディ中尉が代役を務めた。
2011年8月20日
ボーンマス航空祭での展示の後、ボーンマス空港から1マイルほど離れたスループ・ミル近郊にホークが墜落。4番機（XX179）のパイロット、ジョン・エッギング中尉が死亡した。この事故の調査の結果、エッギング中尉はブラックアウトにより墜落の直前まで意識を失っており、操縦不能な状態であったことが判明した。エッギング中尉の追悼碑はボーンマスのイースト・クリフに建てられたが、地すべりが起きたため、2017年に近隣の新たな場所に移された。中尉の妻のエマは、2021年に大英帝国勲章オフィサーを受章した。
2011年11月8日
ショーン・カニンガム中尉は、スカンプトン空軍基地の地上にいた際に機体の外に投げ出され負傷し、後に死亡した。高さ220フィート（約67メートル）まで打ち上げられ、パラシュートが開くことなく落下したため、致命傷を負った。2016年、安全衛生庁は安全衛生法違反として射出座席を製造したマーティン＝ベイカー・エアクラフトを起訴すると発表した。後に、同社は安全衛生法違反違反で有罪となった。

2018年3月20日
パイロットとエンジニアの2名が搭乗していたホークがヴァリー空軍基地に墜落。3番機のパイロット、デイヴィッド・スターク中尉は命に別状はなかったものの入院となり、エンジニアのジョナサン・ベイリス伍長は死亡した。検視官によれば、この事故は回避できた可能性があったという。スターク中尉はこの年の展示には復帰できず、レッド10のマイク・リン少佐が代役を務めた。
2022年8月22日
リル航空ショウでの最終課目でバードストライクが発生し、6番機のキャノピーが損傷。パイロットのグレゴー・オグストン少佐は無事であったが、展示は打ち切りとなり、チームは週末の拠点としていたハワーデン空港に帰投した。レッド・アローズのSNSアカウントで共有された投稿によれば、少佐のヘルメットはバードストライクの衝撃による影響を受けていた。

## 関連作品
1985年、データベース・ソフトウェア社はチームの協力のもと、フライトシミュレーター『レッド・アローズ』をリリースした。作中では、編隊を組んでアクロバット飛行を行わなければならない。ZX Spectrum、コモドール64、Amstrad CPC、エイコーン・エレクトロン、BBC Micro、アタリ向けに発売された。

## ギャラリー

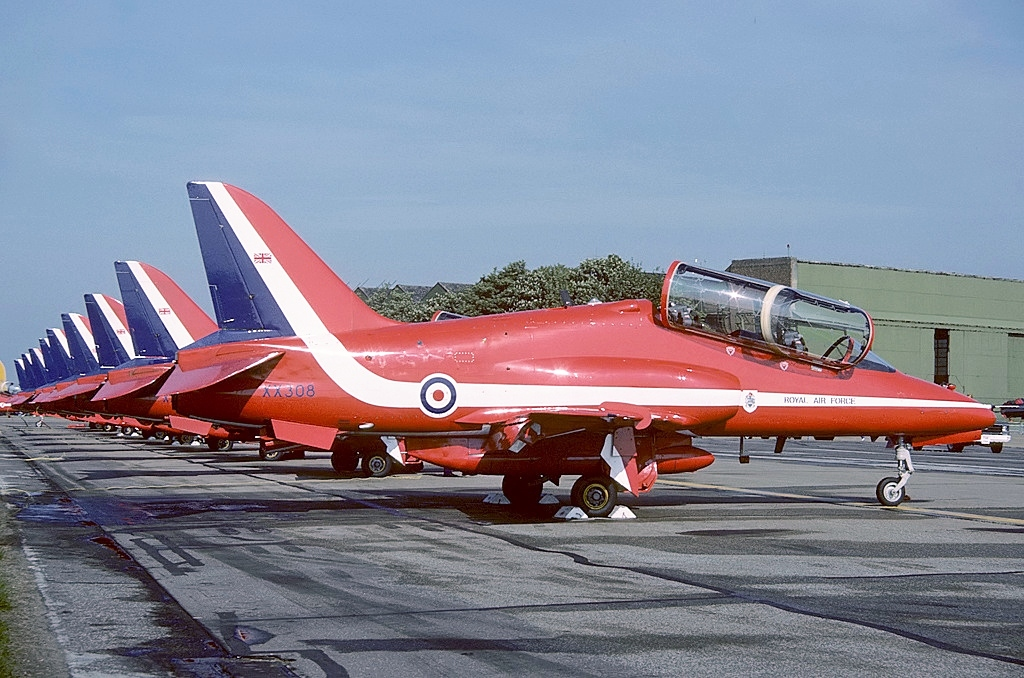
ミルデンホール空軍基地（英語版）で待機するホークT.1（1985年）
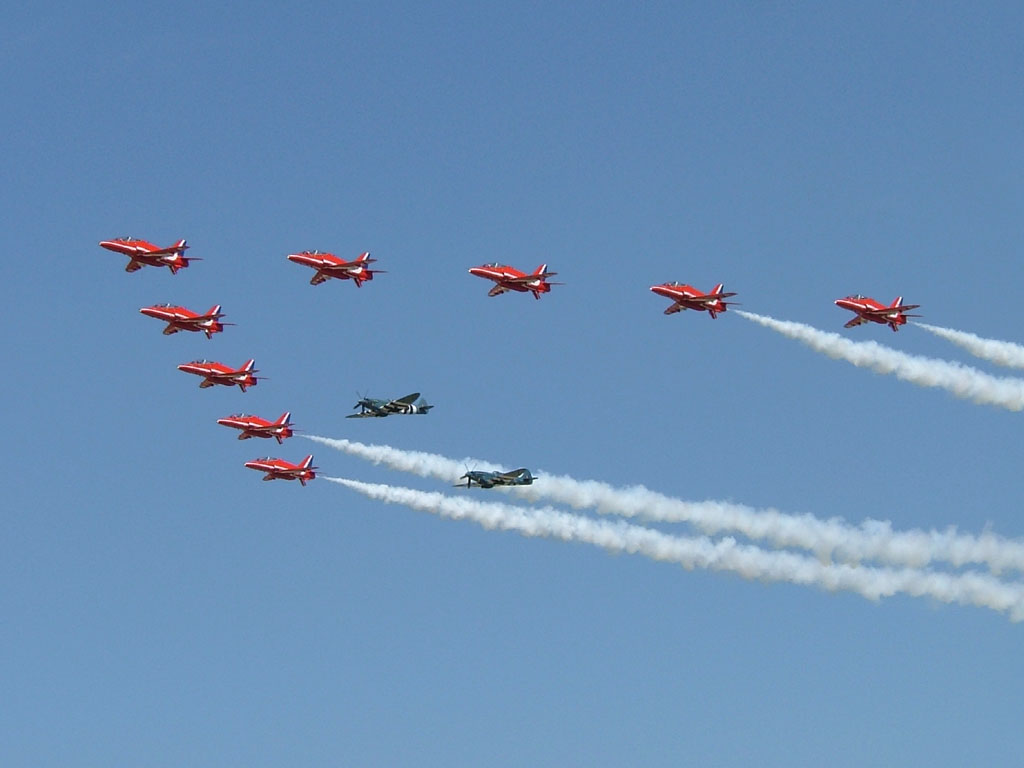
2機のスーパーマリン スピットファイアとともにビッグ・アロー陣形で飛行（2005年）
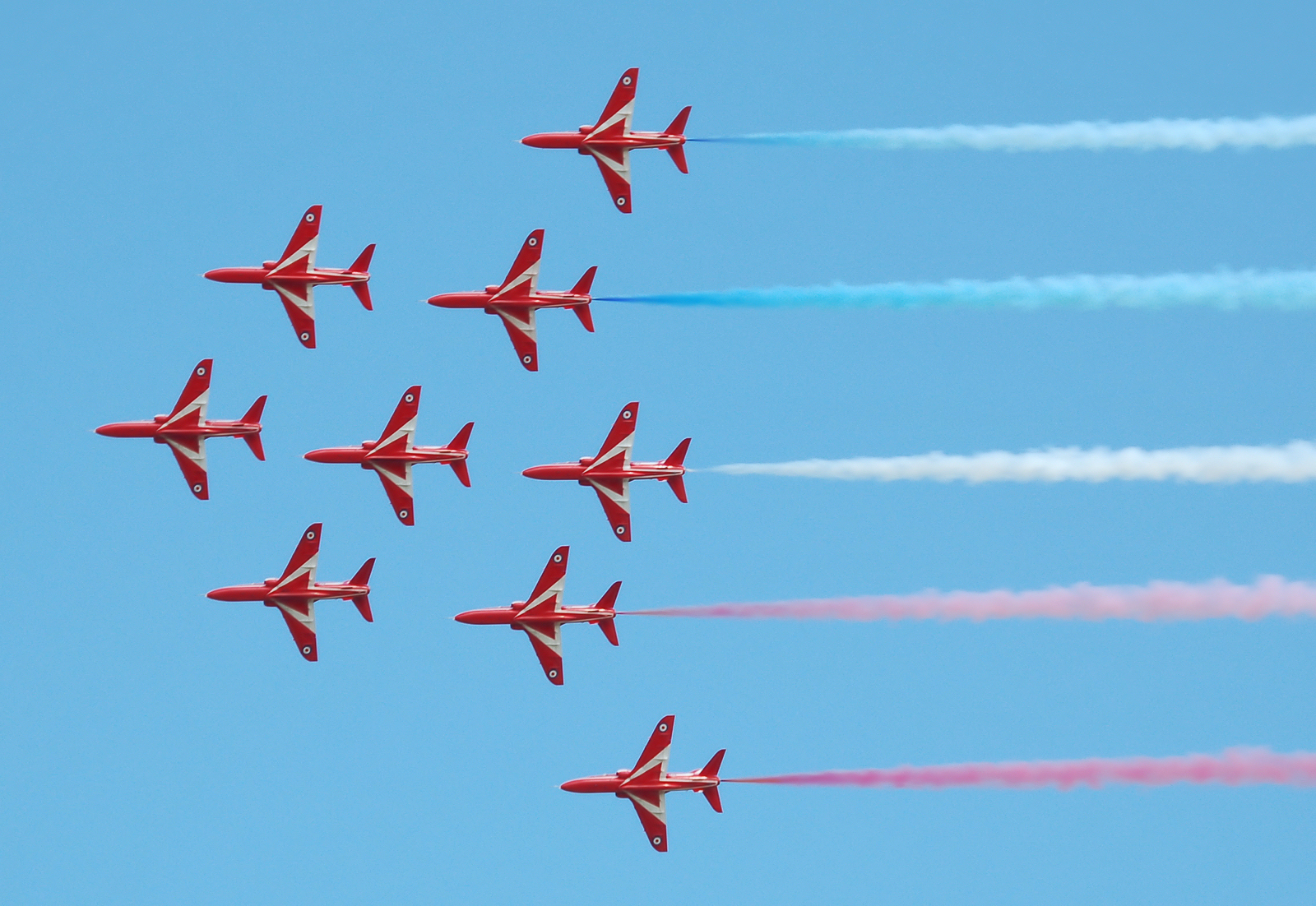
ケンブル空軍基地上空をアポロ陣形で飛行（2010年）
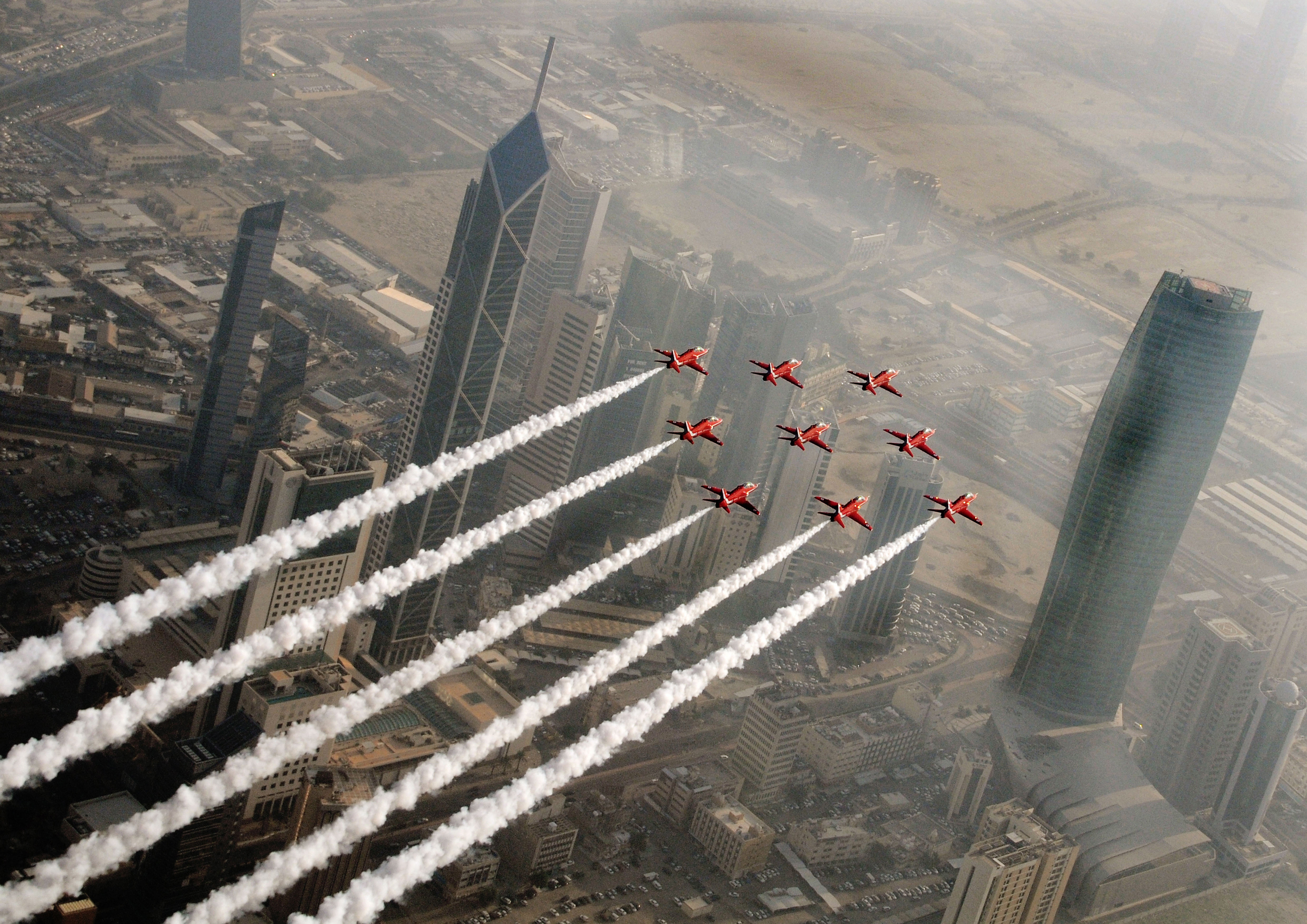
クウェートのアル・ハムラ・タワー上空で編隊飛行（2013年）
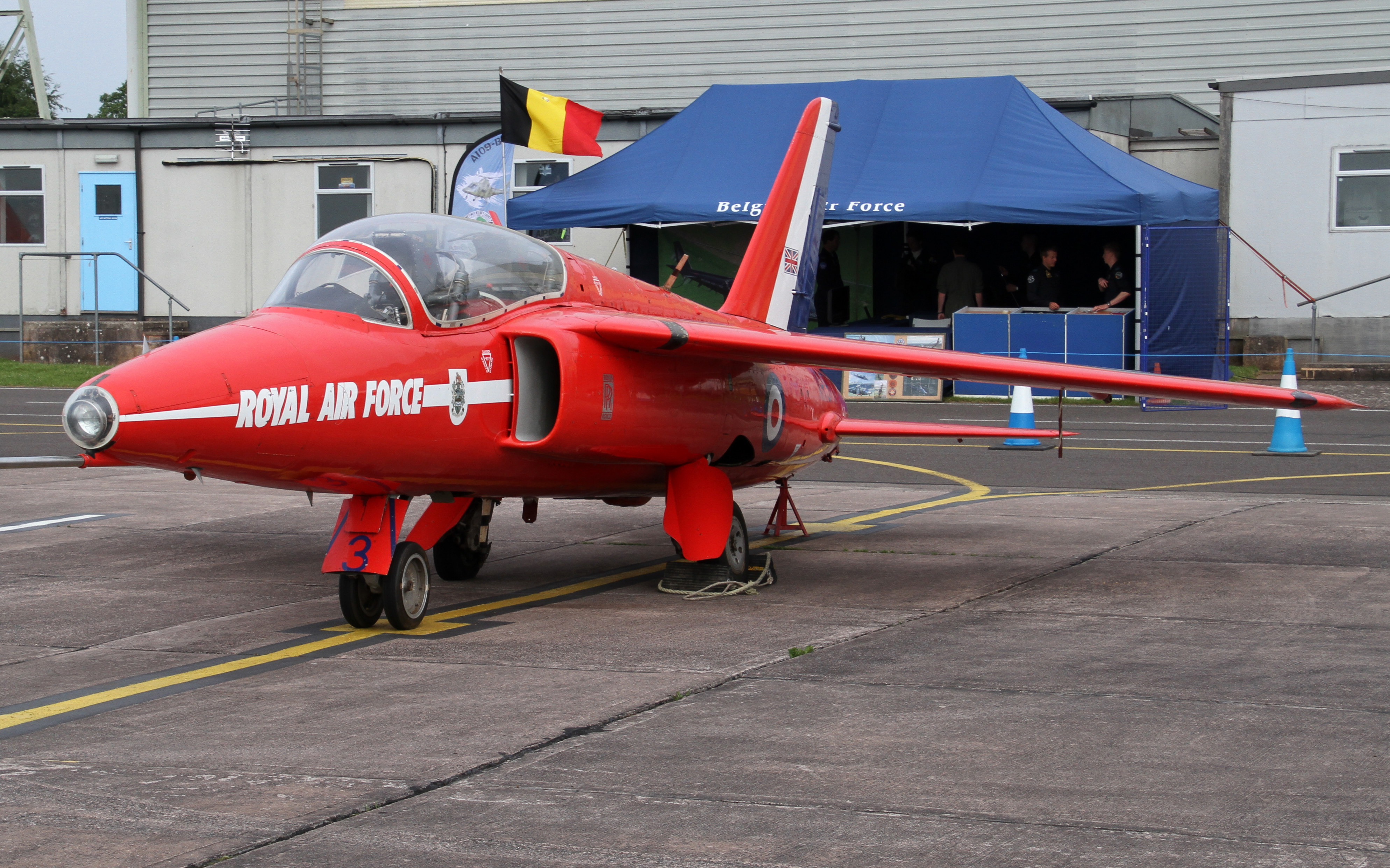
地上展示されたナット（2016年）
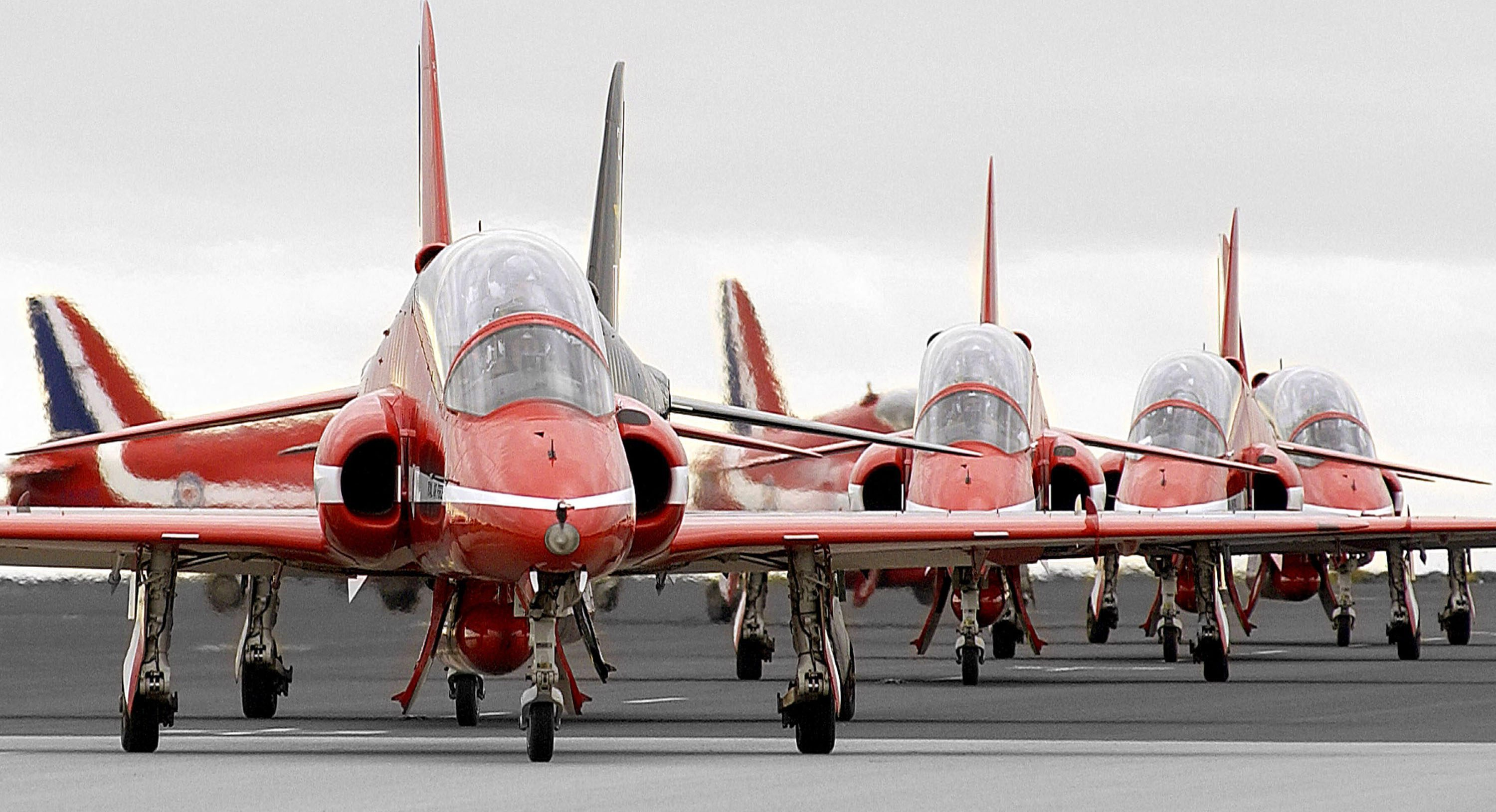
マーハム空軍基地（英語版）から離陸するホーク（2005年）
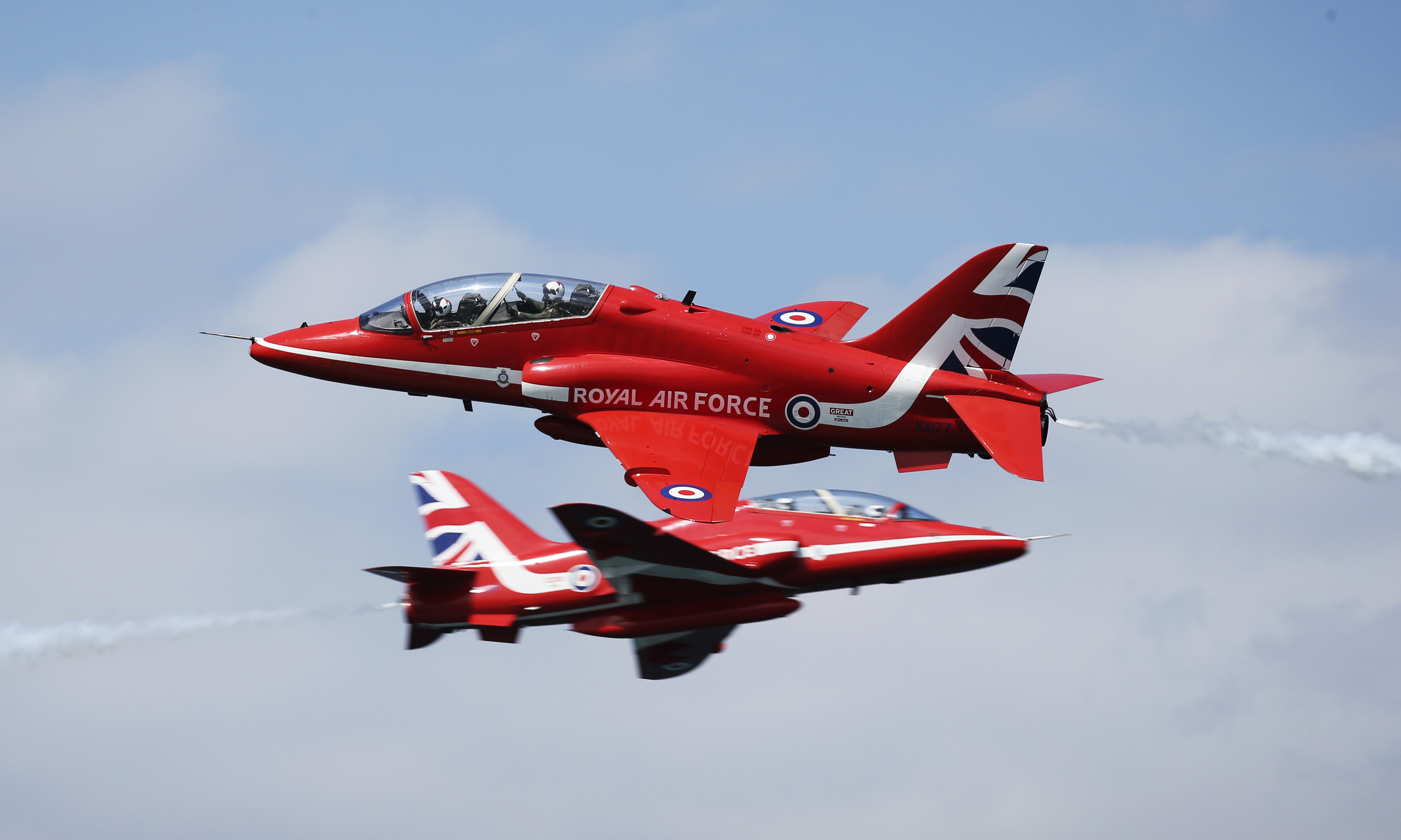
至近距離を通過する2機のホーク（2015年）
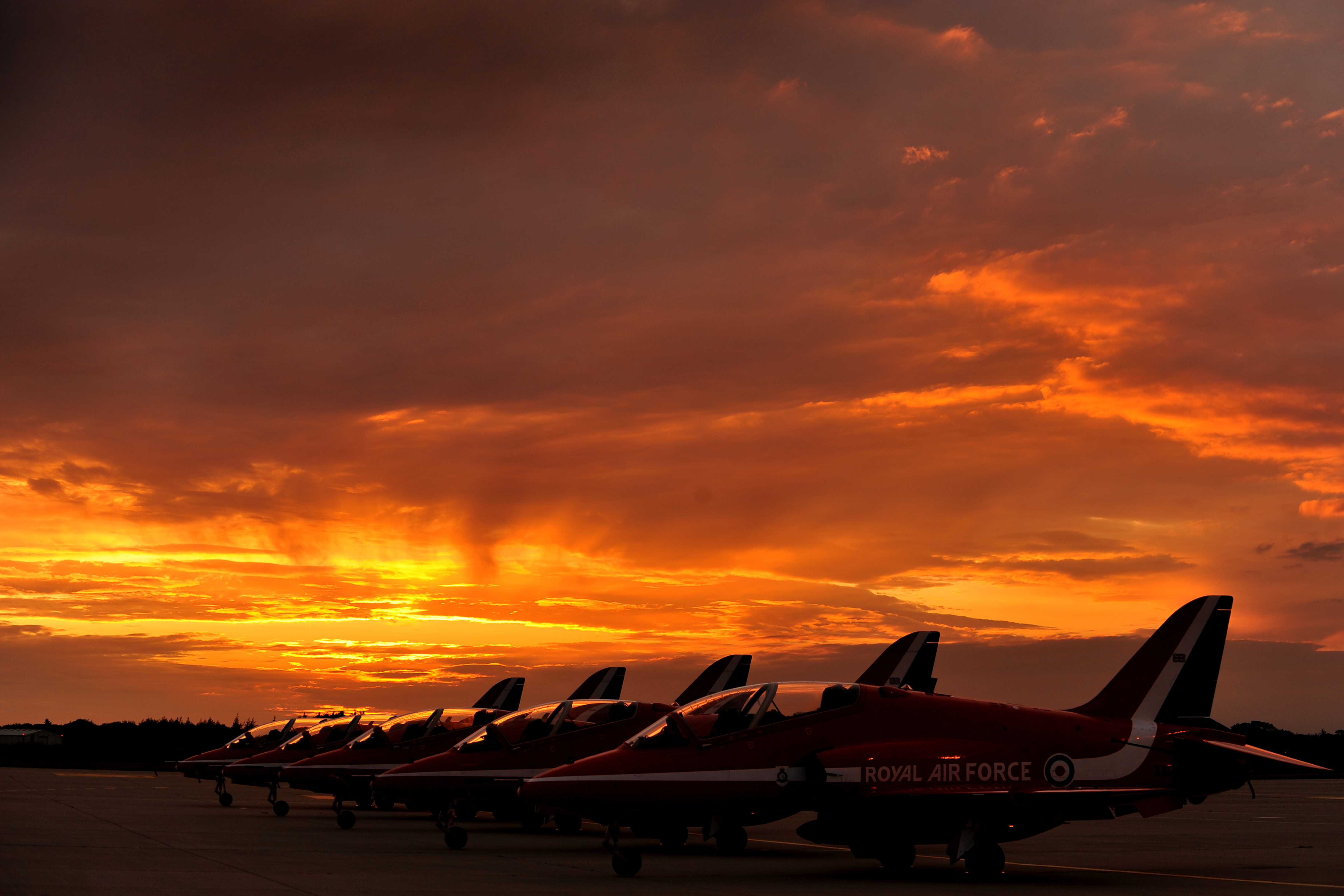
夕暮れのマンストン空軍基地（英語版）にて（2011年）
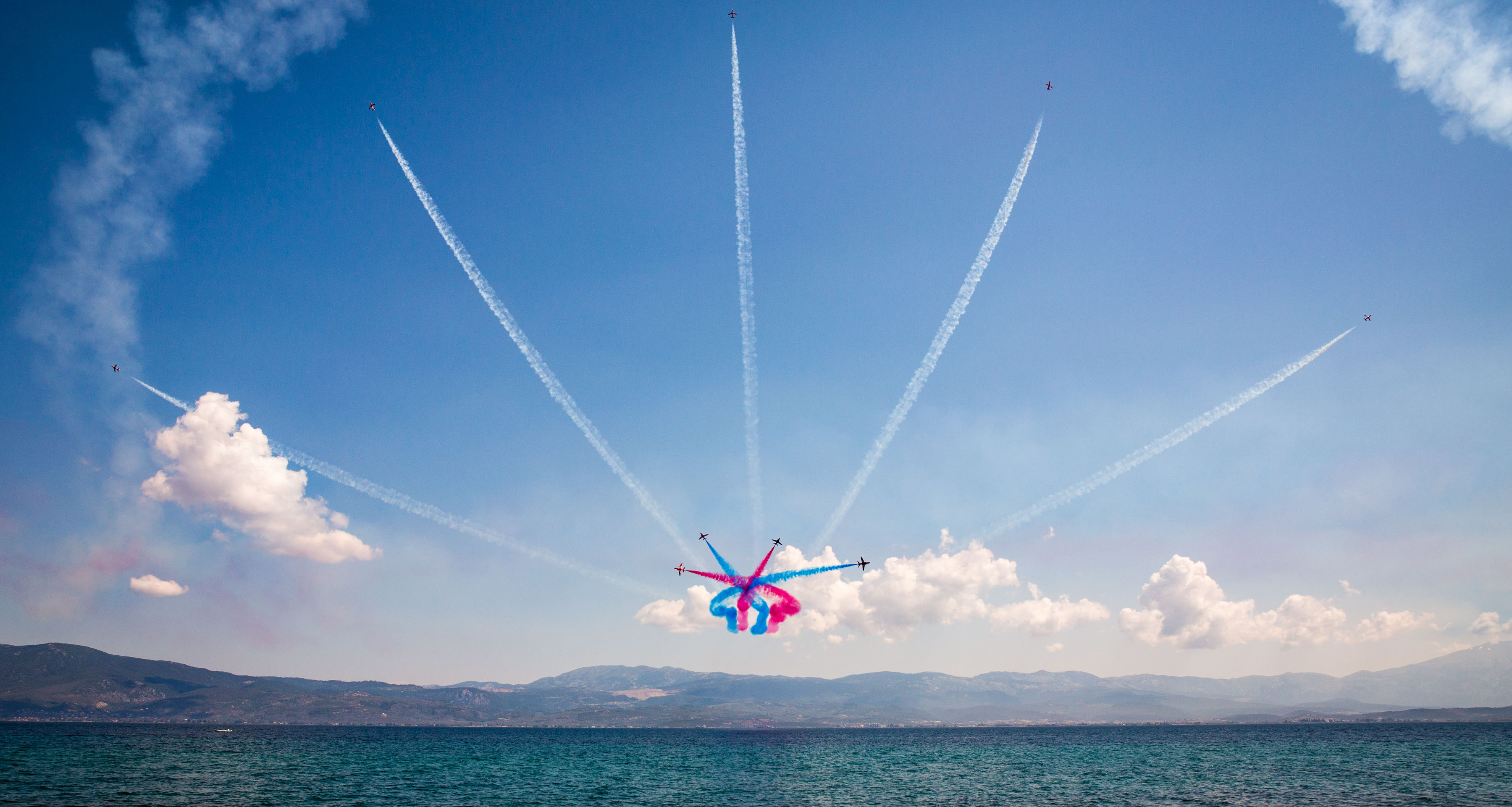
展示課目「デトネイター（Detonator）」（2017年）
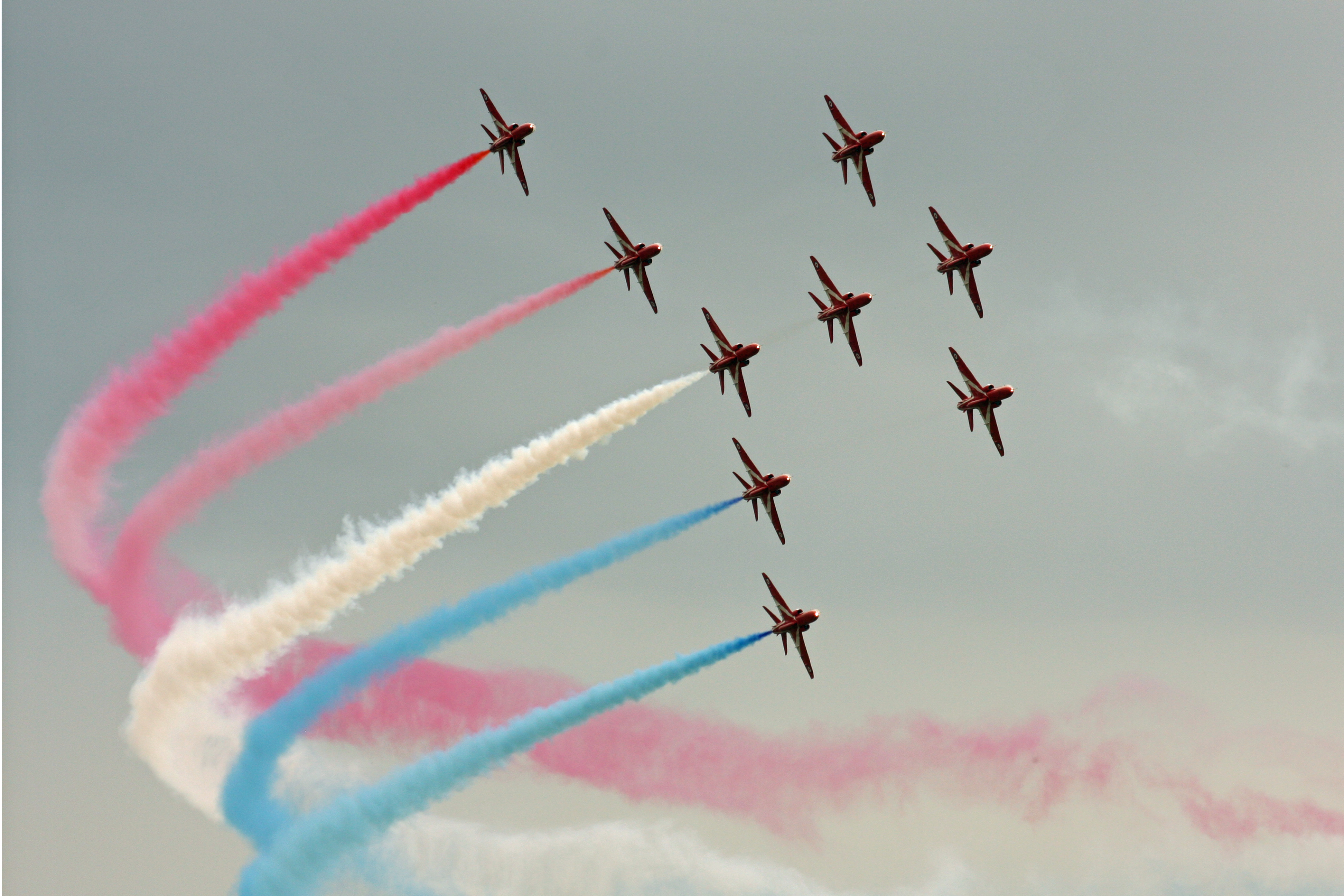
編隊飛行を行うレッド・アローズ（2009年）
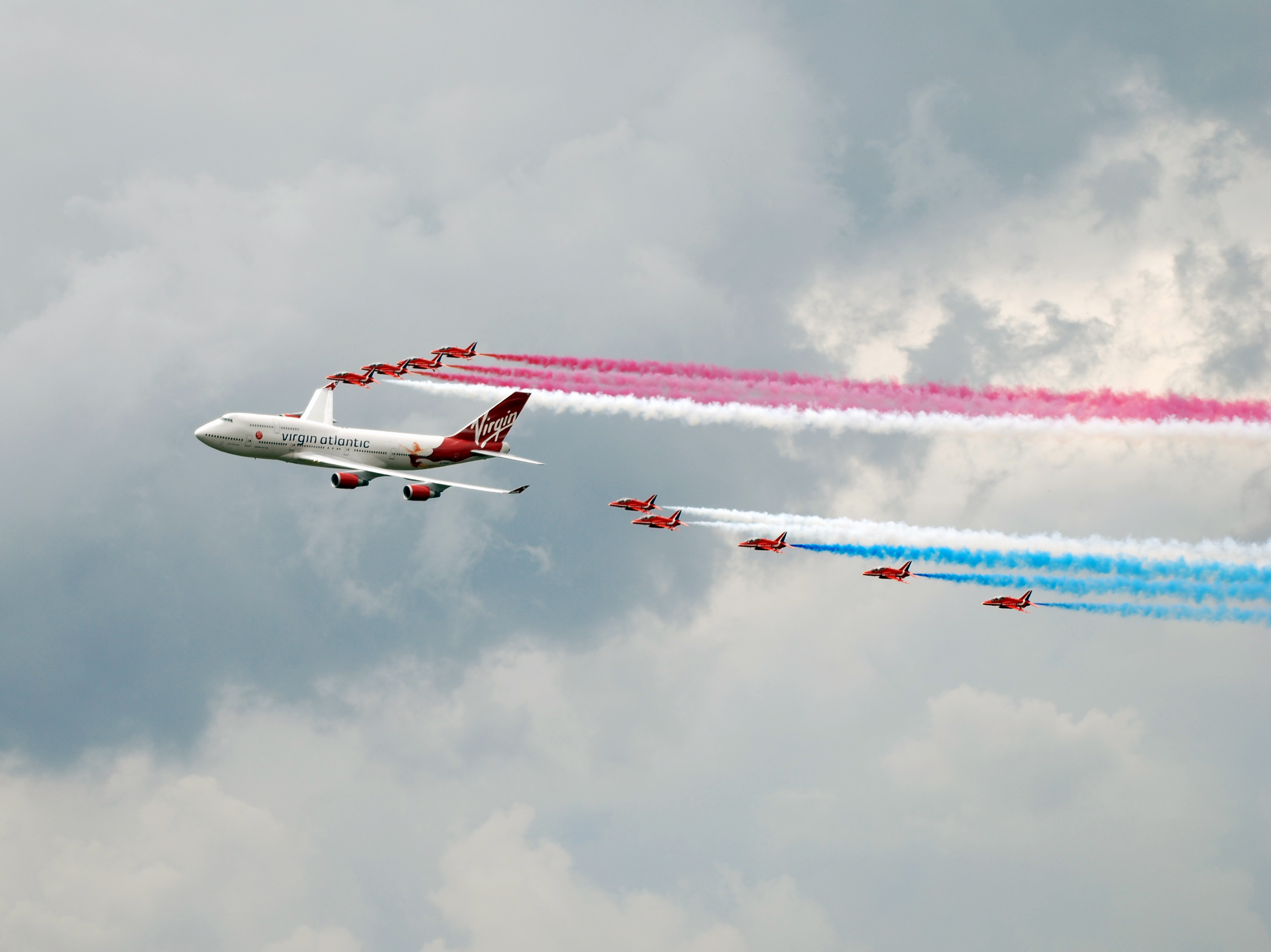
ボーイング747とともに飛行するレッド・アローズ（2009年）
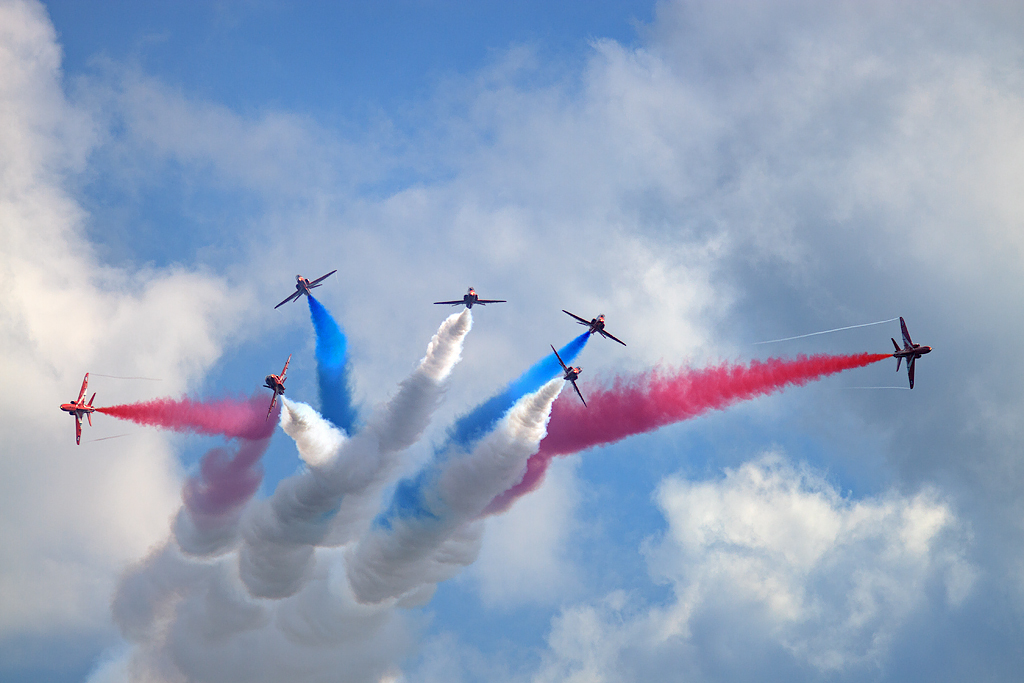
ボーンマス航空祭（英語版）での編隊飛行（2015年）
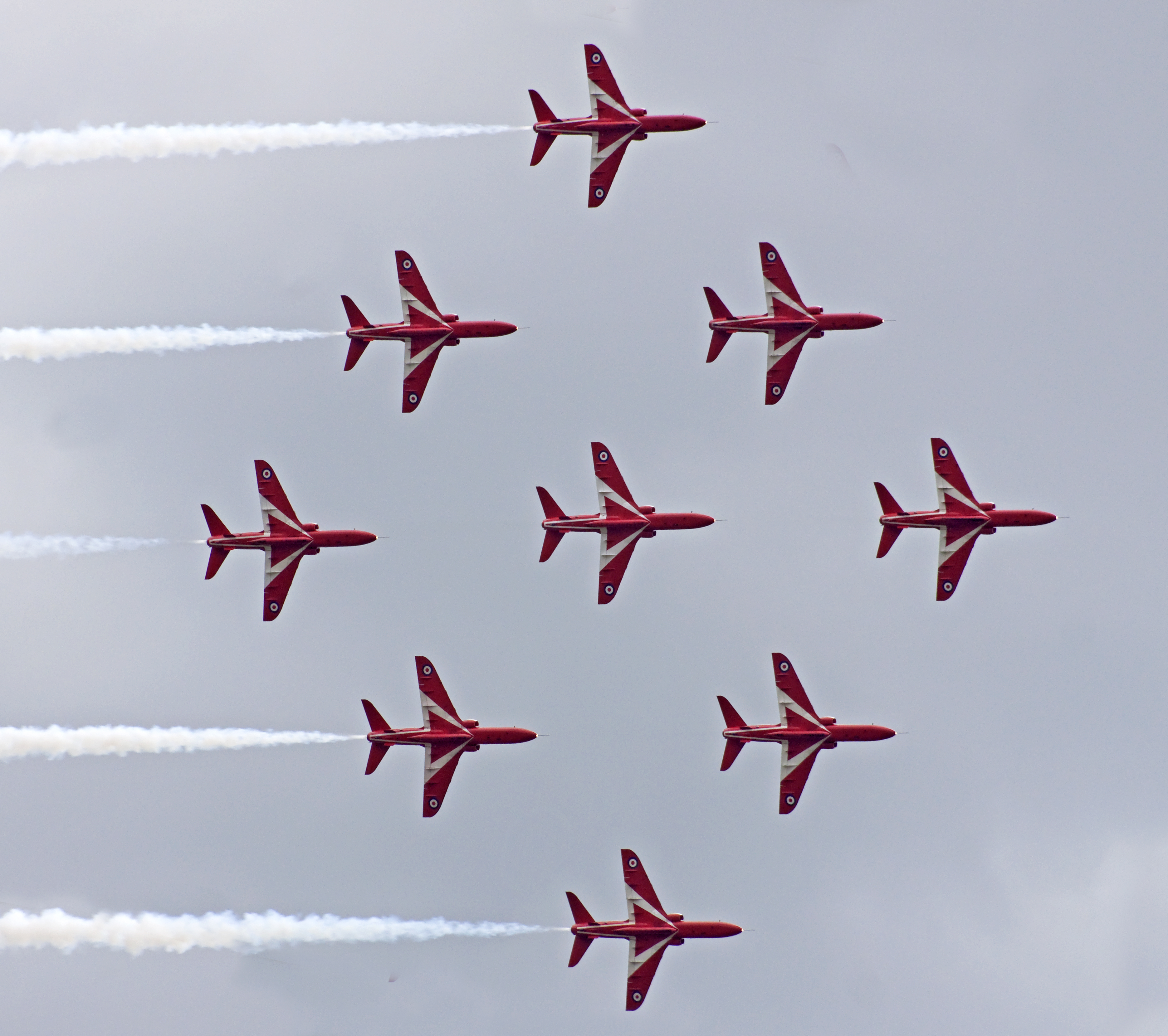
ダイヤモンド・ナイン陣形（2010年）
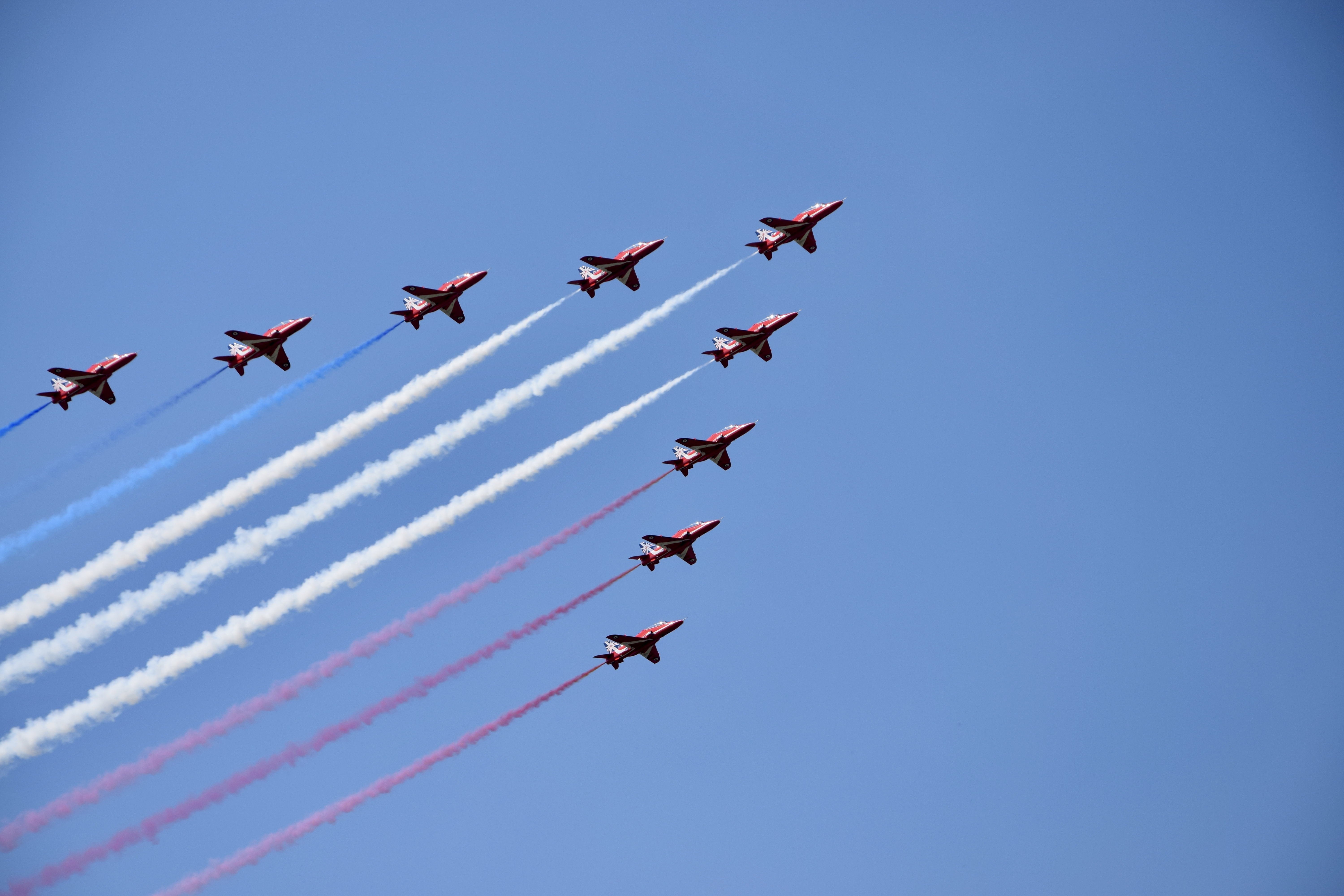
ビッグ・アロー陣形でスイスの空を飛ぶ（2014年）
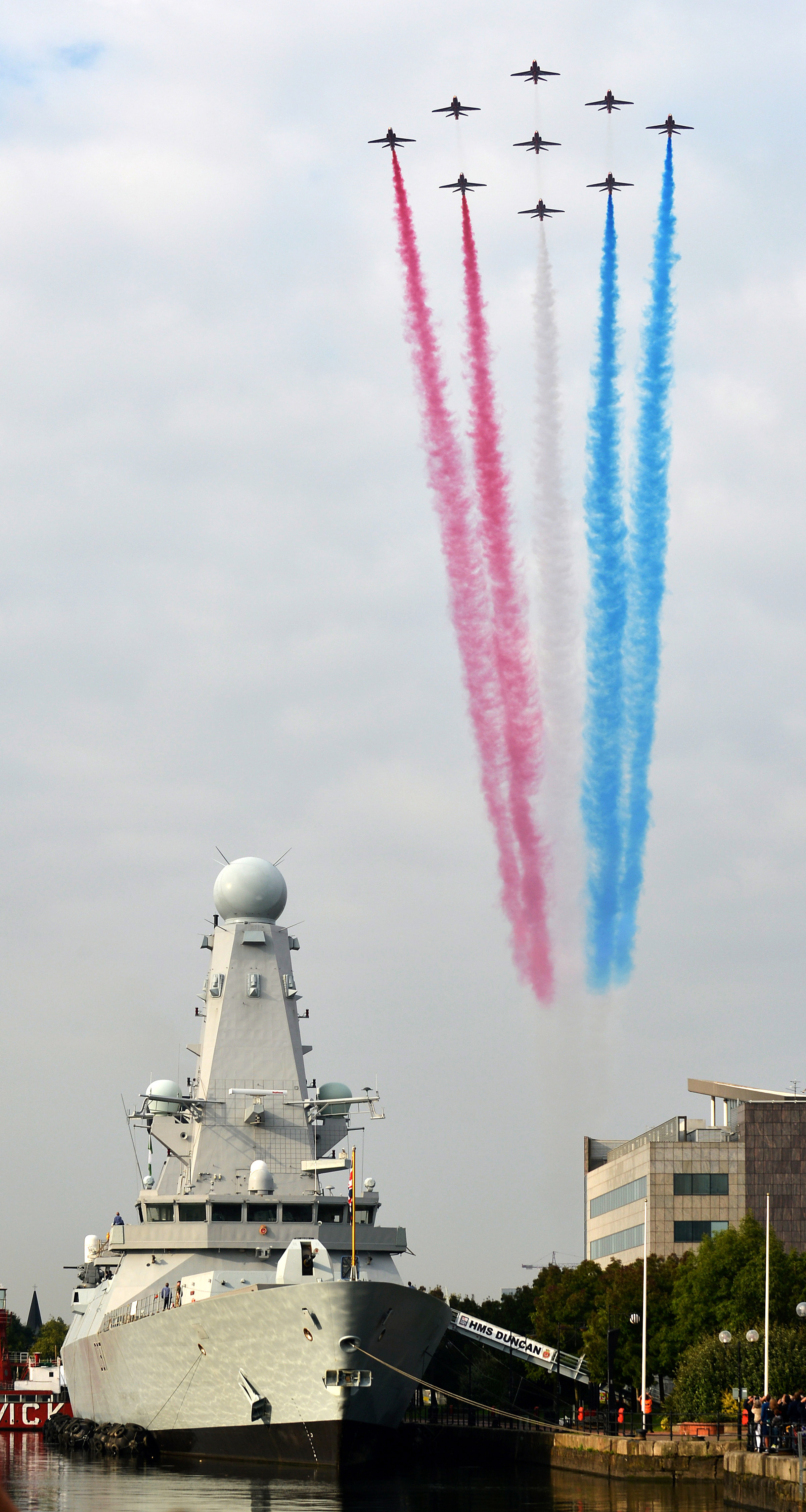
HMSダンカンの上空をダイヤモンド・ナインで飛ぶ（2014年）
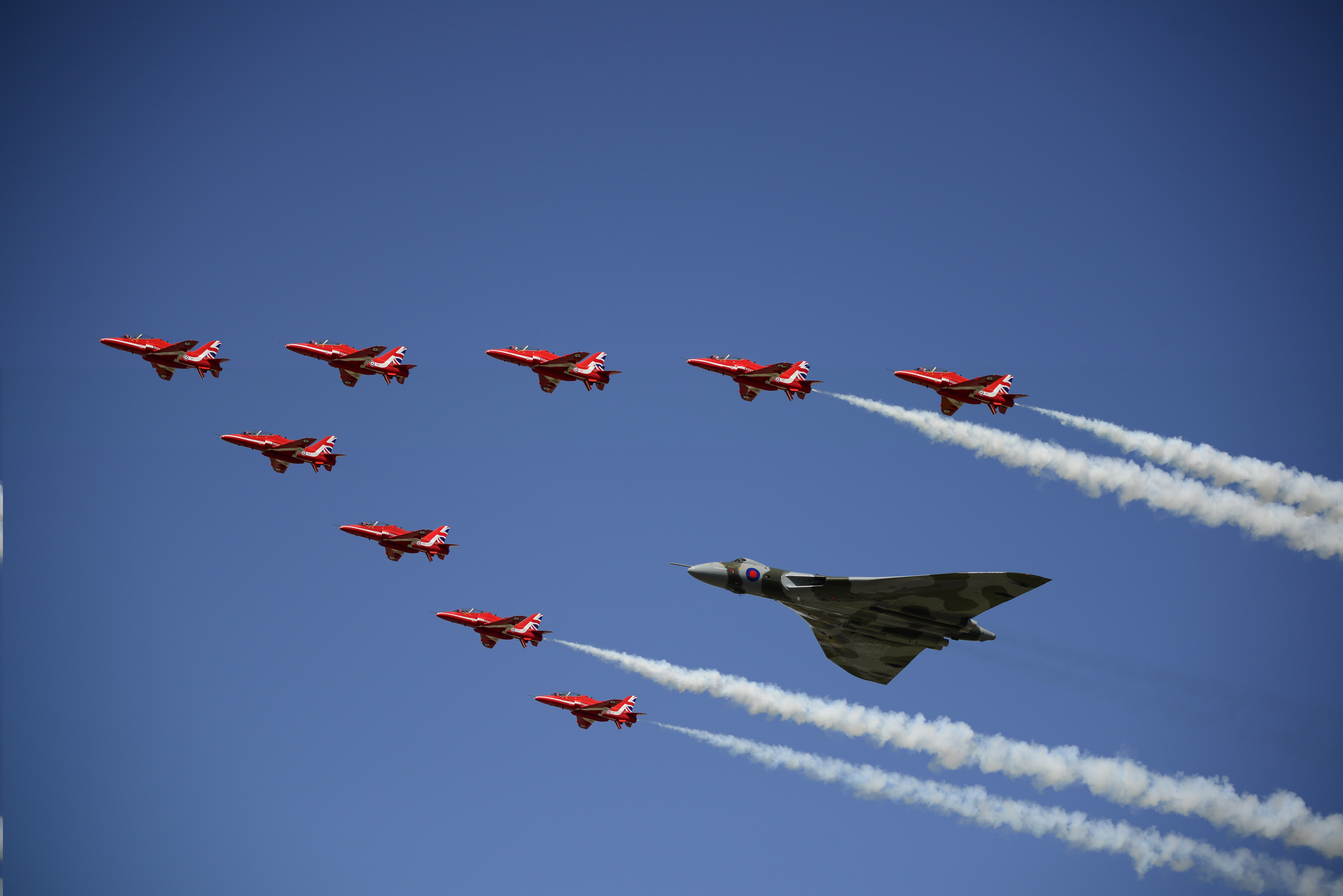
ヴァルカン爆撃機を加えた編隊飛行（2015年）
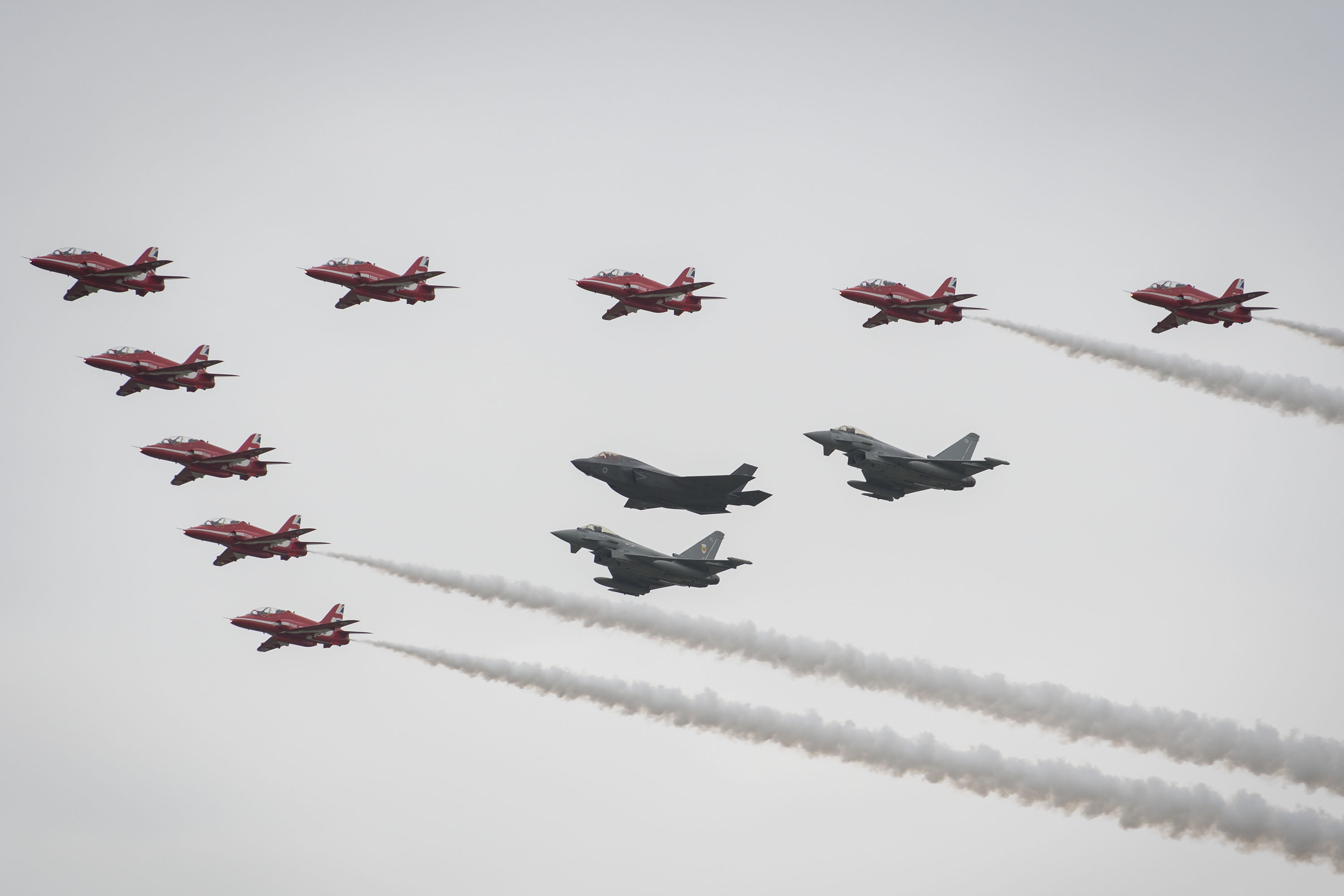
3機のF-35Bを加えた編隊飛行（2016年）
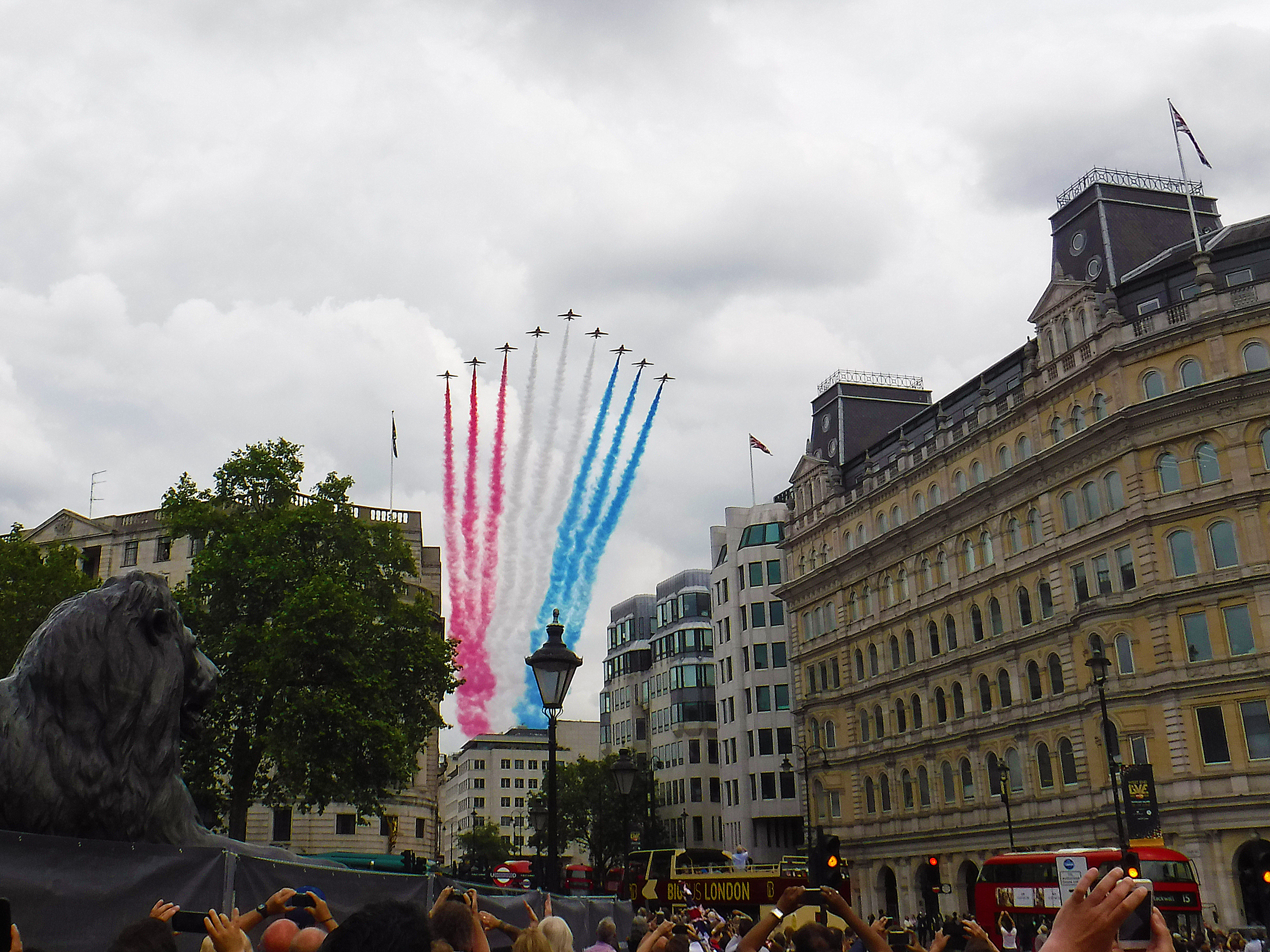
トラファルガー広場上空での編隊飛行（2016年）
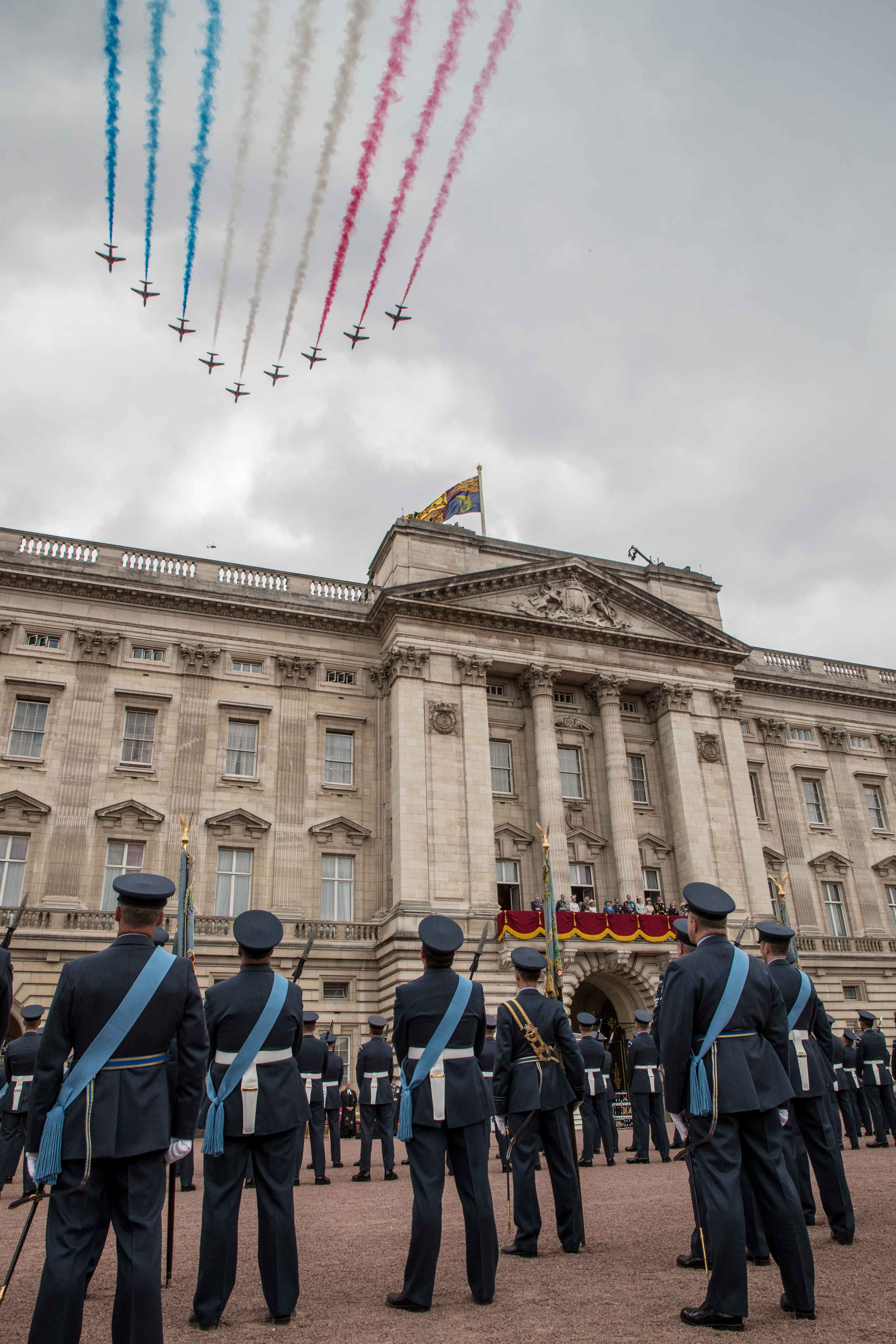
イギリス空軍100周年記念式典でバッキンガム宮殿上空でのフライパスト（2018年）